# Zesdaagse van Rotterdam 2022
De Zesdaagse van Rotterdam 2022 (officieel: Wooning Zesdaagse 2022) werd gehouden van dinsdag 6 december tot en met zondag 11 december 2022. De Zesdaagse werd gehouden op een tijdelijk aangelegde demontabele 200 meter lange wielerbaan in de evenementenhal Ahoy in de Nederlandse stad Rotterdam.
Het hoofdprogramma bestond uit de Zesdaagse voor mannen elite en een Sprint Cup voor mannen elite. Het voorprogramma bestond uit een Talent Cup voor beloften. Daarnaast reden de vrouwen elite op vrijdag en zondag reden een derny race. De zesdaagse werd gewonnen door het Nederlandse duo Niki Terpstra en Yoeri Havik. De Sprint Cup werd gewonnen door de Nederlander Harrie Lavreysen. De Talent Cup werd gewonnen door Amerikaans-Franse duo Peter Moore en Nicolas Hamon.
De zesdaagse werd georganiseerd door Ahoy Rotterdam N.V. onder auspiciën van de KNWU en de UCI. De wedstrijddirectie was in handen van oud-baanrenners Michael Zijlaard en Peter Schep. 

## Programma
Het programma was als volgt:
Voorprogramma
- Talents Cup - mannen beloften (dinsdag-zaterdag)
- Nieuwelingen - jongen en meisjes (zaterdag)

Hoofdprogramma
- GPN/Provato Sprint Cup - mannen elite (alle dagen)
- Wooning Zesdaagse - mannen elite (alle dagen)
- Women Derny Cup - vrouwen elite (vrijdag en zondag)

### Onderdelen
In onderstaande tabel staan de onderdelen per dag schematisch weergegeven. De onderdelen die per dag verreden worden zijn voor de elite renners: koppelkoers, koppelafvalling, koppeltijdrit, derny, afvalkoers (niet op zondag) en supersprint (niet op zondag). De scratch wordt enkel verreden op vrijdag en zaterdag. Voor het sprinttoernooi zijn de onderdelen per dag de sprint en keirin. Eén bolletje betekent dat het onderdeel één keer is verreden op die dag, twee bolletjes betekent dat het onderdeel twee keer is verreden.
| Datum                     | Koppelonderdelen | Koppelonderdelen  | Koppelonderdelen | Koppelonderdelen | Koppelonderdelen | Individuele onderdelen | Individuele onderdelen | Individuele onderdelen | #  |
| Datum                     | Koppelkoers      | Koppel- afvalling | 200m tijdrit     | 400m tijdrit     | Supersprint      | Derny                  | Afvalkoers             | Scratch                | #  |
| ------------------------- | ---------------- | ----------------- | ---------------- | ---------------- | ---------------- | ---------------------- | ---------------------- | ---------------------- | -- |
| Dinsdag 6 december 2022   | ●●               | ●                 | ●                | –                | ●                | ●●                     | ●                      | –                      | 8  |
| Woensdag 7 december 2022  | ●●               | ●                 | ●                | –                | ●                | ●●                     | ●                      | –                      | 8  |
| Donderdag 8 december 2022 | ●●               | ●                 | ●                | –                | ●                | ●●                     | ●                      | –                      | 8  |
| Vrijdag 9 december 2022   | ●                | ●                 | ●                | –                | ●                | ●●                     | ●                      | ●                      | 8  |
| Zaterdag 10 december 2022 | ●●               | ●                 | –                | ●                | ●                | ●●                     | ●                      | ●                      | 9  |
| Zondag 11 december 2022   | ●●               | ●                 | –                | ●                | –                | ●                      | –                      | –                      | 5  |
| Totaal                    | 11               | 6                 | 4                | 2                | 5                | 11                     | 5                      | 2                      | 46 |

| Datum                     | Keirin | Sprint             | Sprint         | Sprint         | Sprint                 | Sprint           | #  |
| Datum                     | Keirin | Kwalificatie 200 m | Heats 2-tallen | Heats 3-tallen | Halve finales 3-tallen | Finales 2-tallen | #  |
| ------------------------- | ------ | ------------------ | -------------- | -------------- | ---------------------- | ---------------- | -- |
| Dinsdag 6 december 2022   | ●      | ●                  | ●              | –              | ●                      | ●                | 5  |
| Woensdag 7 december 2022  | ●      | ●                  | ●●             | ●              | ●                      | ●                | 7  |
| Donderdag 8 december 2022 | ●      | ●                  | ●              | –              | ●                      | ●                | 5  |
| Vrijdag 9 december 2022   | ●●     | ●                  | ●              | –              | ●                      | ●                | 6  |
| Zaterdag 10 december 2022 | ●●     | ●                  | ●              | –              | ●                      | ●                | 6  |
| Zondag 11 december 2022   | ●      | ●                  | –              | –              | ●                      | ●                | 4  |
| Totaal                    | 8      | 6                  | 6              | 1              | 6                      | 6                | 33 |

### Tijdschema
| Tijd                      | Onderdeel                                                                |                          | Tijd                                                                            | Onderdeel               |
| Dinsdag 6 december 2022   | Dinsdag 6 december 2022                                                  | Woensdag 7 december 2022 | Woensdag 7 december 2022                                                        |                         |
| ------------------------- | ------------------------------------------------------------------------ | ------------------------ | ------------------------------------------------------------------------------- | ----------------------- |
| Voorprogramma:            | Voorprogramma:                                                           |                          | Voorprogramma:                                                                  | Voorprogramma:          |
| 18:00                     | Ahoy open                                                                | 18:00                    | Ahoy open                                                                       |                         |
| 18:15                     | Rotterdam Topsport Talent Cup                                            | 18:15                    | Rotterdam Topsport Talent Cup                                                   |                         |
| 18:50                     | Pauze                                                                    | 18:50                    | Pauze                                                                           |                         |
| Hoofdprogramma:           | Hoofdprogramma:                                                          | Hoofdprogramma:          | Hoofdprogramma:                                                                 |                         |
| 19:00                     | Presentatie Wooning Zesdaagse                                            | 19:00                    | Presentatie Wooning Zesdaagse                                                   |                         |
| 19:20                     | Presentatie GPN/Provato Sprint Cup                                       | 19:10                    | Presentatie GPN/Provato Sprint Cup                                              |                         |
| 19:25                     | Pauze voor officiële start Wooning Zesdaagse                             | 19:15                    | GPN/Provato Sprint Cup (sprint kwalificatie 200 m)                              |                         |
| 19:30                     | Wooning Koppelkoers (25 minuten + 10 ronden)                             | 19:25                    | Pauze                                                                           |                         |
| 20:00                     | GPN/Provato Sprint Cup (sprint kwalificatie 200 m)                       | 19:30                    | Wooning Koppelkoers (20 minuten + 10 ronden)                                    |                         |
| 20:10                     | Jordex Koppelafvalling                                                   | 19:55                    | GPN/Provato Sprint Cup (keirin)                                                 |                         |
| 20:35                     | GPN/Provato Sprint Cup (keirin)                                          | 20:00                    | Jordex Koppelafvalling                                                          |                         |
| 20:40                     | Peinemann 200m Tijdrit                                                   | 20:25                    | GPN/Provato Sprint Cup (sprint heats 2-tallen)                                  |                         |
| 21:05                     | GPN Provato Sprint Cup (sprint heats 2-tallen)                           | 20:40                    | Peinemann 200m Tijdrit                                                          |                         |
| 21:15                     | Wooning Koppelkoers incl. Provato Golden Buzzer (40 minuten + 10 ronden) | 21:05                    | GPN Provato Sprint Cup (sprint heats 3-tallen)                                  |                         |
| 22:00                     | GPN Provato Sprint Cup (sprint heats 3-tallen)                           | 21:15                    | Wooning Koppelkoers incl. Provato Golden Buzzer (35 minuten + 10 ronden)        |                         |
| 22:10                     | Houcon Derny Cup (40 ronden)                                             | 21:55                    | GPN Provato Sprint Cup (sprint heats 2-tallen)                                  |                         |
| 22:25                     | GPN/Provato Sprint Cup (sprint finales 2-tallen)                         | 22:05                    | Houcon Derny Cup (40 ronden)                                                    |                         |
| 22:40                     | Paardekooper Individuele afvalkoers                                      | 22:20                    | GPN/Provato Sprint Cup (sprint halve finales 3-tallen)                          |                         |
| 22:50                     | Houcon Derny Cup (40 ronden)                                             | 22:30                    | Paardekooper Individuele afvalkoers                                             |                         |
| 23:05                     | Dagelijkse huldiging GPN/Provato Sprint Cup                              | 22:40                    | Houcon Derny Cup (40 ronden)                                                    |                         |
| 23:10                     | Kambeel Supersprint                                                      | 22:55                    | GPN/Provato Sprint Cup (sprint finales 2-tallen)                                |                         |
| 23:25                     | Huldiging elite Wooning Zesdaagse                                        | 23:10                    | Dagelijkse huldiging GPN/Provato Sprint Cup                                     |                         |
| 23:30                     | Einde programma                                                          | 23:15                    | Kambeel Supersprint                                                             |                         |
|                           |                                                                          | 23:30                    | Huldiging elite Wooning Zesdaagse                                               |                         |
|                           |                                                                          | 23:35                    | Einde programma                                                                 |                         |
| Donderdag 8 december 2022 | Donderdag 8 december 2022                                                |                          | Vrijdag 9 december 2022                                                         | Vrijdag 9 december 2022 |
| Voorprogramma:            | Voorprogramma:                                                           |                          | Voorprogramma:                                                                  | Voorprogramma:          |
| 18:00                     | Ahoy open                                                                | 18:00                    | Ahoy open                                                                       |                         |
| 18:15                     | Rotterdam Topsport Talent Cup                                            | 18:15                    | Rotterdam Topsport Talent Cup                                                   |                         |
| 18:50                     | Pauze                                                                    | 18:50                    | Pauze                                                                           |                         |
| Hoofdprogramma:           | Hoofdprogramma:                                                          | Hoofdprogramma:          | Hoofdprogramma:                                                                 |                         |
| 19:00                     | Presentatie Wooning Zesdaagse                                            | 19:00                    | Presentatie Wooning Zesdaagse                                                   |                         |
| 19:20                     | Presentatie GPN/Provato Sprint Cup                                       | 19:10                    | Kambeel Supersprint                                                             |                         |
| 19:25                     | Pauze                                                                    | 19:25                    | Pauze                                                                           |                         |
| 19:30                     | Wooning Koppelkoers (25 minuten + 10 ronden)                             | 19:30                    | Presentatie GPN Provato Sprint Cup                                              |                         |
| 20:00                     | GPN/Provato Sprint Cup (sprint kwalificatie 200 m)                       | 19:35                    | GPN Provato Sprint Cup (sprint kwalificatie 200 m)                              |                         |
| 20:10                     | Jordex Koppelafvalling                                                   | 19:45                    | Jordex Koppelafvalling                                                          |                         |
| 20:35                     | GPN/Provato Sprint Cup (keirin)                                          | 20:10                    | Women Derny Cup                                                                 |                         |
| 20:40                     | Peinemann 200m Tijdrit                                                   | 20:25                    | GPN Provato Sprint Cup (keirin)                                                 |                         |
| 21:05                     | GPN Provato Sprint Cup (sprint heats 2-tallen)                           | 20:30                    | Peinemann Tijdrit 200m                                                          |                         |
| 21:15                     | Wooning Koppelkoers incl. Provato Golden Buzzer (40 minuten + 10 ronden) | 21:05                    | Wooning Koppelkoers incl. Provato Golden Buzzer                                 |                         |
| 22:00                     | GPN Provato Sprint Cup (sprint heats 3-tallen)                           | 21:55                    | GPN Provato Sprint Cup (sprint heats 2-tallen)                                  |                         |
| 22:10                     | Houcon Derny Cup (40 ronden)                                             | 22:00                    | Intermezzo                                                                      |                         |
| 22:25                     | GPN/Provato Sprint Cup (sprint finales 2-tallen)                         | 22:05                    | GPN Provato Sprint Cup (sprint halve finales 3-tallen)                          |                         |
| 22:40                     | Paardekooper Individuele afvalkoers                                      | 22:15                    | Houcon Derny Cup (40 ronden)                                                    |                         |
| 22:50                     | Houcon Derny Cup (40 ronden)                                             | 22:30                    | GPN Provato Sprint Cup (keirin)                                                 |                         |
| 23:05                     | Dagelijkse huldiging GPN/Provato Sprint Cup                              | 22:35                    | Paardekooper Individuele afvalkoers                                             |                         |
| 23:10                     | Kambeel Supersprint                                                      | 22:45                    | Houcon Derny Cup (40 ronden)                                                    |                         |
| 23:25                     | Huldiging elite Wooning Zesdaagse                                        | 23:00                    | Jordex Scratch                                                                  |                         |
| 23:30                     | Einde programma                                                          | 23:10                    | GPN Provato Sprint Cup (sprint finales 2-tallen)                                |                         |
|                           |                                                                          | 23:20                    | Dagelijkse huldiging GPN/Provato Sprint Cup                                     |                         |
|                           |                                                                          | 23:25                    | Huldiging elite Wooning Zesdaagse                                               |                         |
|                           |                                                                          | 23:30                    | Einde programma                                                                 |                         |
| Zaterdag 10 december 2022 | Zaterdag 10 december 2022                                                |                          | Zondag 11 december 2022                                                         | Zondag 11 december 2022 |
| Voorprogramma:            | Voorprogramma:                                                           |                          | Hoofdprogramma:                                                                 | Hoofdprogramma:         |
| 15:30                     | Ahoy open                                                                | 12:30                    | Ahoy open                                                                       |                         |
| 15:45                     | Nieuwelingen vrouwen (scratch)                                           | 13:00                    | Presentatie Wooning Zesdaagse                                                   |                         |
| 15:55                     | Nieuwelingen mannen (scratch)                                            | 13:10                    | Wooning Koppelkoers                                                             |                         |
| 16:05                     | Pauze                                                                    | 13:45                    | Intermezzo                                                                      |                         |
| 16:20                     | Nieuwelingen vrouwen (temporace)                                         | 13:50                    | Presentatie GPN Provato Sprint Cup                                              |                         |
| 16:30                     | Nieuwelingen mannen (temporace)                                          | 13:55                    | GPN Provato Sprint Cup (sprint kwalificatie 200 m)                              |                         |
| 16:40                     | Pauze                                                                    | 14:10                    | Jordex Koppelafvalling                                                          |                         |
| 16:55                     | Nieuwelingen vrouwen (puntenkoers)                                       | 14:35                    | Women Derny Cup                                                                 |                         |
| 17:15                     | Nieuwelingen mannen (puntenkoers)                                        | 14:50                    | GPN Provato Sprint Cup (keirin)                                                 |                         |
| 17:35                     | Pauze                                                                    | 15:00                    | Peinemann Team Tijdrit 400m                                                     |                         |
| 17:45                     | Rotterdam Topsport Talent Cup Finale                                     | 15:15                    | GPN Provato Sprint Cup (sprint halve finales 3-tallen)                          |                         |
| 18:35                     | Huldiging Rotterdam Topsport Talent Cup                                  | 15:25                    | Houcon Derny Cup Finale                                                         |                         |
| 18:40                     | Pauze                                                                    | 15:40                    | GPN Provato Sprint Cup (sprint finales 2-tallen)                                |                         |
| Hoofdprogramma:           | Hoofdprogramma:                                                          | 15:45                    | Eindhuldiging GPN Provato Sprint Cup                                            |                         |
| 18:45                     | Presentatie Wooning Zesdaagse Elite                                      | 16:00                    | Wooning Koppelkoers Finale incl. Provato Golden Buzzer (50 minuten + 50 ronden) |                         |
| 18:55                     | Wooning Koppelkoers (20 minuten + 10 ronden)                             | 17:00                    | Eindhuldiging Wooning Zesdaagse                                                 |                         |
| 19:20                     | Pauze                                                                    | 17:30                    | Einde programma                                                                 |                         |
| 19:25                     | Presentatie GPN Provato Sprint Cup                                       |                          |                                                                                 |                         |
| 19:30                     | GPN Provato Sprint Cup (keirin)                                          |                          |                                                                                 |                         |
| 19:35                     | Jordex Koppelafvalling                                                   |                          |                                                                                 |                         |
| 20:00                     | Intermezzo                                                               |                          |                                                                                 |                         |
| 20:05                     | GPN Provato Sprint Cup (sprint kwalificatie 200 m)                       |                          |                                                                                 |                         |
| 20:15                     | Peinemann Team Tijdrit 400m                                              |                          |                                                                                 |                         |
| 20:30                     | GPN Provato Sprint Cup (keirin)                                          |                          |                                                                                 |                         |
| 20:35                     | Wooning Koppelkoers incl. Provato Golden Buzzer (50 minuten + 10 ronden) |                          |                                                                                 |                         |
| 21:35                     | Intermezzo                                                               |                          |                                                                                 |                         |
| 21:45                     | GPN Provato Sprint Cup (sprint heats 2-tallen)                           |                          |                                                                                 |                         |
| 21:55                     | Houcon Derny Cup (40 ronden)                                             |                          |                                                                                 |                         |
| 22:10                     | Paardekooper Individuele afvalkoers                                      |                          |                                                                                 |                         |
| 22:20                     | Houcon Derny Cup (40 ronden)                                             |                          |                                                                                 |                         |
| 22:35                     | Intermezzo                                                               |                          |                                                                                 |                         |
| 22:40                     | GPN Provato Sprint Cup (sprint halve finales 3-tallen)                   |                          |                                                                                 |                         |
| 22:50                     | Kambeel Supersprint                                                      |                          |                                                                                 |                         |
| 23:05                     | GPN Provato Sprint Cup (sprint finales 2-tallen)                         |                          |                                                                                 |                         |
| 23:20                     | Jordex Scratch                                                           |                          |                                                                                 |                         |
| 23:30                     | Dagelijkse huldiging GPN/Provato Sprint Cup                              |                          |                                                                                 |                         |
| 23:35                     | Huldiging elite Wooning Zesdaagse                                        |                          |                                                                                 |                         |
| 23:40                     | Einde programma                                                          |                          |                                                                                 |                         |

## Deelnemers

### Zesdaagse – mannen elite
| Team | Renners                             | Sponsor                      | Kleur shirt |
| ---- | ----------------------------------- | ---------------------------- | ----------- |
| 1    | Claudio Imhof Sebastián Mora        | Freight Line Europe          | Blauw/wit   |
| 2    | Roger Kluge Cees Bol                | 2Moso Wahoo                  | Blauw       |
| 3    | Niki Terpstra Yoeri Havik           | Wooning keukens & badkamers  | Blauw/wit   |
| 4    | Matias Malmberg Marc Hester         | Dubbelsteyn - BMW & MINI     | Wit         |
| 5    | Tuur Dens Louis Pijourlet           | Avantage                     | Zwart       |
| 6    | Philip Heijnen Tim Torn Teutenberg  | Tanis                        | Oranje      |
| 7    | Lukas Rüegg Milan Van Den Haute     | Moore DRV                    | Blauw       |
| 8    | Denis Rugovac Matteo Donegà         | Silvana                      | Lichtblauw  |
| 9    | Lindsay De Vylder Jules Hesters     | Van der Valk Ridderkerk      | Zwart       |
| 10   | Theo Reinhardt Moritz Malcharek     | Mako Cleaning Service        | Rood/blauw  |
| 11   | Bartosz Rudyk Wojciech Pszczolarski | Amy Pieters Stichting        | Roze        |
| 12   | Elia Viviani Vincent Hoppezak       | Jordex Shipping & Forwarding | Zwart       |
| 13   | Mel van der Veekens Raymond Kreder  | Excelsior Businessclub       | Zwart       |

### Sprint Cup – mannen elite
| Nr. | Renner           | Sponsor       | Kleur  |
| --- | ---------------- | ------------- | ------ |
| 1   | Harrie Lavreysen | GPN / Provato | Wit    |
| 2   | Jeffrey Hoogland | GPN / Provato | Oranje |
| 3   | Sam Ligtlee      | GPN / Provato | Groen  |
| 4   | Daan Kool        | GPN / Provato | Blauw  |
| 5   | Tomáš Bábek      | GPN / Provato | Roze   |
| 6   | Robin Wagner     | GPN / Provato | Geel   |

### Talent Cup – mannen beloften
| Team | Renners                         | Kleur shirt   |    | Team                        | Renners                  | Kleur shirt |
| ---- | ------------------------------- | ------------- | -- | --------------------------- | ------------------------ | ----------- |
| 1    | Maurits Neele Marijn Dingemans  | Geel          |    | 8                           | Ross Birrell Jack Brough | Donkerblauw |
| 2    | Sal Meijers Ravi Raadgers       | Grijs         | 9  | Maxime Duba Justin de Hart  | Paars                    |             |
| 3    | Marius Macé Clément Petit       | Rood          | 10 | Yanne Dorenbos Noël Luijten | Cyan                     |             |
| 4    | Justus Willemsen Elmar Abma     | Blauw         | 11 | Justin Weder Damien Fortis  | Lichtpaars               |             |
| 5    | Sten Verzijl Xander van Straten | Kastanjebruin | 12 | Peter Moore Nicolas Hamon   | Bruin                    |             |
| 6    | Nelson Peetoom Arthur Senrame   | Marineblauw   | 13 | Constantin Lohse Robin Ruhe | Lichtblauw               |             |
| 7    | Jens Pronk Serginho Wilshaus    | Oranje        |    |                             |                          |             |

## Algemeen klassementen

### Zesdaagse – mannen elite
| Pos. | Renners                             | Ronden      | Punten      |
| ---- | ----------------------------------- | ----------- | ----------- |
| 1    | Niki Terpstra Yoeri Havik           | 0           | 384         |
| 2    | Lindsay De Vylder Jules Hesters     | 1           | 414         |
| 3    | Elia Viviani Vincent Hoppezak       | 1           | 400         |
| 4    | Roger Kluge Cees Bol                | 2           | 320         |
| 5    | Philip Heijnen Tim Torn Teutenberg  | 3           | 322         |
| 6    | Matias Malmberg Sebastián Mora      | 11          | 203         |
| 7    | Theo Reinhardt Moritz Malcharek     | 21          | 74          |
| 8    | Bartosz Rudyk Wojciech Pszczolarski | 22          | 126         |
| 9    | Tuur Dens Louis Pijourlet           | 25          | 152         |
| 10   | Denis Rugovac Matteo Donegà         | 25          | 74          |
| 11   | Lukas Rüegg Milan Van Den Haute     | 43          | 126         |
| 12   | Mel van der Veekens Raymond Kreder  | 46          | 82          |
| –    | Claudio Imhof                       | Uitgevallen | Uitgevallen |
| –    | Marc Hester                         | Uitgevallen | Uitgevallen |

### Sprint Cup – mannen elite
| Pos. | Renner           | Punten |
| ---- | ---------------- | ------ |
| 1    | Harrie Lavreysen | 101    |
| 2    | Jeffrey Hoogland | 93     |
| 3    | Sam Ligtlee      | 62     |
| 4    | Tomáš Bábek      | 58     |
| 5    | Robin Wagner     | 56     |
| 6    | Daan Kool        | 50     |

### Talent Cup – mannen beloften
| Pos. | Renners                         | Ronden | Punten |
| ---- | ------------------------------- | ------ | ------ |
| 1    | Peter Moore Nicolas Hamon       | 0      | 106    |
| 2    | Justus Willemsen Elmar Abma     | 0      | 84     |
| 3    | Jack Brough Clement Petit       | 1      | 101    |
| 4    | Jens Pronk Serginho Wilshaus    | 1      | 24     |
| 5    | Nelson Peetoom Arthur Senrame   | 2      | 18     |
| 6    | Maurits Neele Marijn Dingemans  | 2      | 4      |
| 7    | Sten Verzijl Xander van Straten | 5      | 18     |
| 8    | Constantin Lohse Robin Ruhe     | 5      | 18     |
| 9    | Maxime Duba Justin de Hart      | 5      | 0      |
| 10   | Justin Weder Damien Fortis      | 6      | 28     |
| 11   | Sal Meijers Ravi Raadgers       | 24     | 0      |

## Uitslagen onderdelen

### Zesdaagse – mannen elite

#### Dag 1 – dinsdag 6 december
| Pos. | Renners                             | Ronden | Finish | Punten |
| ---- | ----------------------------------- | ------ | ------ | ------ |
| 1    | Niki Terpstra Yoeri Havik           | 0      | 1      | 20     |
| 2    | Elia Viviani Vincent Hoppezak       | 0      | 2      | 12     |
| 3    | Lindsay De Vylder Jules Hesters     | 0      | 3      | 10     |
| 4    | Philip Heijnen Tim Torn Teutenberg  | 0      | 4      | 8      |
| 5    | Roger Kluge Cees Bol                | 0      | 5      | 6      |
| 6    | Claudio Imhof Sebastián Mora        | 0      | 6      | 4      |
| 7    | Theo Reinhardt Moritz Malcharek     | 0      | 11     | –      |
| 8    | Mel van der Veekens Raymond Kreder  | 1      | 6      | –      |
| 9    | Denis Rugovac Matteo Donegà         | 1      | 12     | –      |
| 10   | Bartosz Rudyk Wojciech Pszczolarski | 1      | 13     | –      |
| 11   | Lukas Rüegg Milan Van Den Haute     | 2      | 7      | –      |
| 12   | Matias Malmberg Marc Hester         | 2      | 8      | –      |
| 13   | Tuur Dens Louis Pijourlet           | 2      | 10     | –      |

| Pos. | Renners                             | Punten |
| ---- | ----------------------------------- | ------ |
| 1    | Elia Viviani Vincent Hoppezak       | 20     |
| 2    | Lindsay De Vylder Jules Hesters     | 12     |
| 3    | Niki Terpstra Yoeri Havik           | 10     |
| 4    | Philip Heijnen Tim Torn Teutenberg  | 8      |
| 5    | Mel van der Veekens Raymond Kreder  | 6      |
| 6    | Claudio Imhof Sebastián Mora        | 4      |
| 7    | Theo Reinhardt Moritz Malcharek     | –      |
| 8    | Denis Rugovac Matteo Donegà         | –      |
| 9    | Bartosz Rudyk Wojciech Pszczolarski | –      |
| 10   | Lukas Rüegg Milan Van Den Haute     | –      |
| 11   | Tuur Dens Louis Pijourlet           | –      |
| 12   | Matias Malmberg Marc Hester         | –      |
| 13   | Roger Kluge Cees Bol                | –      |

| Pos. | Renners                             | Tijd   | Achter. | Km/h   | Punten |
| ---- | ----------------------------------- | ------ | ------- | ------ | ------ |
| 1    | Tuur Dens Louis Pijourlet           | 10,491 | –       | 68,630 | 20     |
| 2    | Matias Malmberg Marc Hester         | 10,522 | 0,031   | 68,428 | 12     |
| 3    | Lindsay De Vylder Jules Hesters     | 10,560 | 0,069   | 68,182 | 10     |
| 4    | Elia Viviani Vincent Hoppezak       | 10,583 | 0,092   | 68,034 | 8      |
| 5    | Bartosz Rudyk Wojciech Pszczolarski | 10,595 | 0,104   | 67,957 | 6      |
| 6    | Roger Kluge Cees Bol                | 10,624 | 0,133   | 67,771 | 4      |
| 7    | Niki Terpstra Yoeri Havik           | 10,652 | 0,161   | 67,593 | –      |
| 8    | Philip Heijnen Tim Torn Teutenberg  | 10,789 | 0,298   | 66,735 | –      |
| 9    | Lukas Rüegg Milan Van Den Haute     | 10,945 | 0,454   | 65,783 | –      |
| 10   | Denis Rugovac Matteo Donegà         | 11,053 | 0,562   | 65,141 | –      |
| 11   | Theo Reinhardt Moritz Malcharek     | 11,054 | 0,563   | 65,135 | –      |
| 12   | Mel van der Veekens Raymond Kreder  | 11,143 | 0,652   | 64,615 | –      |
| 13   | Claudio Imhof Sebastián Mora        | 11,240 | 0,749   | 64,057 | –      |

| Pos. | Renners                             | Ronden | Finish | Punten | Buzzer |
| ---- | ----------------------------------- | ------ | ------ | ------ | ------ |
| 1    | Niki Terpstra Yoeri Havik           | 0      | 1      | 20     | +10    |
| 2    | Lindsay De Vylder Jules Hesters     | 0      | 2      | 12     |        |
| 3    | Roger Kluge Cees Bol                | 0      | 3      | 10     |        |
| 4    | Elia Viviani Vincent Hoppezak       | 0      | 4      | 8      |        |
| 5    | Philip Heijnen Tim Torn Teutenberg  | 1      | 5      | 6      |        |
| 6    | Claudio Imhof Sebastián Mora        | 1      | 6      | 4      |        |
| 7    | Theo Reinhardt Moritz Malcharek     | 1      | 7      | –      |        |
| 8    | Denis Rugovac Matteo Donegà         | 2      | 11     | –      |        |
| 9    | Tuur Dens Louis Pijourlet           | 2      | 12     | –      |        |
| 10   | Bartosz Rudyk Wojciech Pszczolarski | 3      | 10     | –      |        |
| 11   | Lukas Rüegg Milan Van Den Haute     | 4      | 8      | –      |        |
| 12   | Matias Malmberg Marc Hester         | 4      | 9      | –      |        |
| 13   | Mel van der Veekens Raymond Kreder  | 4      | 13     | –      |        |

| Pos. | Renner            | Gangmaker         | Punten |
| ---- | ----------------- | ----------------- | ------ |
| 1    | Claudio Imhof     | Erik Schoefs      | 20     |
| 2    | Tuur Dens         | Herman Bakker     | 12     |
| 3    | Lukas Rüegg       | Peter Möhlmann    | 10     |
| 4    | Raymond Kreder    | Ron Zijlaard      | 8      |
| 5    | Lindsay De Vylder | Christian Dagnoni | 6      |
| 6    | Bartosz Rudyk     | Peter Bauerlein   | 4      |
| 7    | Niki Terpstra     | Jos Pronk         | –      |

| Pos. | Renner                | Punten |
| ---- | --------------------- | ------ |
| 1    | Yoeri Havik           | 20     |
| 2    | Jules Hesters         | 12     |
| 3    | Tim Torn Teutenberg   | 10     |
| 4    | Cees Bol              | 8      |
| 5    | Wojciech Pszczolarski | 6      |
| 6    | Mel van der Veekens   | 4      |
| 7    | Vincent Hoppezak      | –      |
| 8    | Sebastián Mora        | –      |
| 9    | Milan Van Den Haute   | –      |
| 10   | Moritz Malcharek      | –      |
| 11   | Louis Pijourlet       | –      |
| 12   | Matteo Donegà         | –      |
| 13   | Marc Hester           | –      |

| Pos. | Renner          | Gangmaker       | Punten |
| ---- | --------------- | --------------- | ------ |
| 1    | Philip Heijnen  | Erik Schoefs    | 20     |
| 2    | Matias Malmberg | Ron Zijlaard    | 12     |
| 3    | Elia Viviani    | Jos Pronk       | 10     |
| 4    | Denis Rugovac   | Peter Bauerlein | 8      |
| 5    | Theo Reinhardt  | Herman Bakker   | 6      |
| 6    | Roger Kluge     | Peter Möhlmann  | 4      |

| Pos. | Renners                             | Punten |
| ---- | ----------------------------------- | ------ |
| 1    | Niki Terpstra Yoeri Havik           | 20     |
| 2    | Lindsay De Vylder Jules Hesters     | 12     |
| 3    | Elia Viviani Vincent Hoppezak       | 10     |
| 4    | Philip Heijnen Tim Torn Teutenberg  | 8      |
| 5    | Claudio Imhof Sebastián Mora        | 6      |
| 6    | Bartosz Rudyk Wojciech Pszczolarski | 4      |
| 7    | Roger Kluge Cees Bol                | –      |
| 8    | Denis Rugovac Matteo Donegà         | –      |
| 9    | Lukas Rüegg Milan Van Den Haute     | –      |
| 10   | Tuur Dens Louis Pijourlet           | –      |
| 11   | Mel van der Veekens Raymond Kreder  | –      |
| 12   | Matias Malmberg Marc Hester         | –      |
| 13   | Theo Reinhardt Moritz Malcharek     | –      |

#### Dag 2 – woensdag 7 december
| Pos. | Renners                             | Ronden | Finish | Punten |
| ---- | ----------------------------------- | ------ | ------ | ------ |
| 1    | Claudio Imhof Sebastián Mora        | 0      | 1      | 20     |
| 2    | Philip Heijnen Tim Torn Teutenberg  | 0      | 2      | 12     |
| 3    | Theo Reinhardt Moritz Malcharek     | 0      | 6      | 10     |
| 4    | Roger Kluge Cees Bol                | 0      | 8      | 8      |
| 5    | Niki Terpstra Yoeri Havik           | 1      | 3      | 6      |
| 6    | Lindsay De Vylder Jules Hesters     | 1      | 4      | 4      |
| 7    | Denis Rugovac Matteo Donegà         | 1      | 5      | –      |
| 8    | Bartosz Rudyk Wojciech Pszczolarski | 1      | 10     | –      |
| 9    | Elia Viviani Vincent Hoppezak       | 1      | 11     | –      |
| 10   | Tuur Dens Louis Pijourlet           | 2      | 7      | –      |
| 11   | Lukas Rüegg Milan Van Den Haute     | 3      | 9      | –      |
| 12   | Matias Malmberg Marc Hester         | 3      | 12     | –      |
| DNS  | Mel van der Veekens Raymond Kreder  | –      | –      | –      |

| Pos. | Renners                             | Punten |
| ---- | ----------------------------------- | ------ |
| 1    | Niki Terpstra Yoeri Havik           | 20     |
| 2    | Lindsay De Vylder Jules Hesters     | 12     |
| 3    | Roger Kluge Cees Bol                | 10     |
| 4    | Philip Heijnen Tim Torn Teutenberg  | 8      |
| 5    | Elia Viviani Vincent Hoppezak       | 6      |
| 6    | Claudio Imhof Sebastián Mora        | 4      |
| 7    | Theo Reinhardt Moritz Malcharek     | –      |
| 8    | Denis Rugovac Matteo Donegà         | –      |
| 9    | Bartosz Rudyk Wojciech Pszczolarski | –      |
| 10   | Tuur Dens Louis Pijourlet           | –      |
| 11   | Lukas Rüegg Milan Van Den Haute     | –      |
| 12   | Matias Malmberg Marc Hester         | –      |
| DNS  | Mel van der Veekens Raymond Kreder  | –      |

| Pos. | Renners                             | Tijd   | Achter. | Km/h   | Punten |
| ---- | ----------------------------------- | ------ | ------- | ------ | ------ |
| 1    | Matias Malmberg Marc Hester         | 10,415 | –       | 69,131 | 20     |
| 2    | Tuur Dens Louis Pijourlet           | 10,457 | 0,042   | 68,853 | 12     |
| 3    | Lindsay De Vylder Jules Hesters     | 10,497 | 0,082   | 68,591 | 10     |
| 4    | Elia Viviani Vincent Hoppezak       | 10,501 | 0,086   | 68,565 | 8      |
| 5    | Bartosz Rudyk Wojciech Pszczolarski | 10,628 | 0,213   | 67,746 | 6      |
| 6    | Niki Terpstra Yoeri Havik           | 10,736 | 0,321   | 67,064 | 4      |
| 7    | Roger Kluge Cees Bol                | 10,744 | 0,329   | 67,014 | –      |
| 8    | Philip Heijnen Tim Torn Teutenberg  | 10,855 | 0,440   | 66,329 | –      |
| 9    | Lukas Rüegg Milan Van Den Haute     | 10,908 | 0,493   | 66,007 | –      |
| 10   | Claudio Imhof Sebastián Mora        | 11,098 | 0,683   | 64,877 | –      |
| 11   | Denis Rugovac Matteo Donegà         | 11,102 | 0,687   | 64,853 | –      |
| 12   | Theo Reinhardt Moritz Malcharek     | 11,273 | 0,858   | 63,869 | –      |
| DNS  | Mel van der Veekens Raymond Kreder  | –      | –       | –      | –      |

| Pos. | Renners                             | Ronden | Finish | Punten | Buzzer |
| ---- | ----------------------------------- | ------ | ------ | ------ | ------ |
| 1    | Elia Viviani Vincent Hoppezak       | 0      | 1      | 20     |        |
| 2    | Niki Terpstra Yoeri Havik           | 0      | 2      | 12     |        |
| 3    | Lindsay De Vylder Jules Hesters     | 0      | 3      | 10     |        |
| 4    | Philip Heijnen Tim Torn Teutenberg  | 1      | 4      | 8      |        |
| 5    | Claudio Imhof Sebastián Mora        | 1      | 5      | 6      |        |
| 6    | Roger Kluge Cees Bol                | 1      | 6      | 4      |        |
| 7    | Bartosz Rudyk Wojciech Pszczolarski | 1      | 12     | –      | +10    |
| 8    | Theo Reinhardt Moritz Malcharek     | 2      | 7      | –      |        |
| 9    | Denis Rugovac Matteo Donegà         | 2      | 10     | –      |        |
| 10   | Tuur Dens Louis Pijourlet           | 3      | 8      | –      |        |
| 11   | Matias Malmberg Marc Hester         | 3      | 11     | –      |        |
| 12   | Lukas Rüegg Milan Van Den Haute     | 4      | 9      | –      |        |
| DNS  | Mel van der Veekens Raymond Kreder  | –      | –      | –      | –      |

| Pos. | Renner                | Gangmaker         | Punten |
| ---- | --------------------- | ----------------- | ------ |
| 1    | Yoeri Havik           | Ron Zijlaard      | 20     |
| 2    | Mel van der Veekens   | Christian Dagnoni | 12     |
| 3    | Sebastián Mora        | Jos Pronk         | 10     |
| 4    | Wojciech Pszczolarski | Peter Bauerlein   | 8      |
| 5    | Louis Pijourlet       | Erik Schoefs      | 6      |
| 6    | Milan Van Den Haute   | Peter Möhlmann    | 4      |
| 7    | Jules Hesters         | Herman Bakker     | –      |

| Pos. | Renner              | Punten |
| ---- | ------------------- | ------ |
| 1    | Lindsay De Vylder   | 20     |
| 2    | Elia Viviani        | 12     |
| 3    | Philip Heijnen      | 10     |
| 4    | Roger Kluge         | 8      |
| 5    | Mel van der Veekens | 6      |
| 6    | Matias Malmberg     | 4      |
| 7    | Lukas Rüegg         | –      |
| 8    | Tuur Dens           | –      |
| 9    | Theo Reinhardt      | –      |
| 10   | Claudio Imhof       | –      |
| 11   | Niki Terpstra       | –      |
| 12   | Denis Rugovac       | –      |
| 13   | Bartosz Rudyk       | –      |

| Pos. | Renner              | Gangmaker         | Punten |
| ---- | ------------------- | ----------------- | ------ |
| 1    | Tim Torn Teutenberg | Ron Zijlaard      | 20     |
| 2    | Vincent Hoppezak    | Peter Möhlmann    | 12     |
| 3    | Cees Bol            | Jos Pronk         | 10     |
| 4    | Matteo Donegà       | Herman Bakker     | 8      |
| 5    | Moritz Malcharek    | Christian Dagnoni | 6      |
| 6    | Marc Hester         | Erik Schoefs      | 4      |

| Pos. | Renners                             | Punten |
| ---- | ----------------------------------- | ------ |
| 1    | Roger Kluge Cees Bol                | 20     |
| 2    | Philip Heijnen Tim Torn Teutenberg  | 12     |
| 3    | Bartosz Rudyk Wojciech Pszczolarski | 10     |
| 4    | Theo Reinhardt Moritz Malcharek     | 8      |
| 5    | Claudio Imhof Sebastián Mora        | 6      |
| 6    | Denis Rugovac Matteo Donegà         | 4      |
| 7    | Tuur Dens Louis Pijourlet           | –      |
| 8    | Lukas Rüegg Milan Van Den Haute     | –      |
| 9    | Lindsay De Vylder Jules Hesters     | –      |
| 10   | Elia Viviani Vincent Hoppezak       | –      |
| 11   | Niki Terpstra Yoeri Havik           | –      |
| 12   | Matias Malmberg Marc Hester         | –      |
| DNS  | Mel van der Veekens Raymond Kreder  | –      |

#### Dag 3 – donderdag 8 december
| Pos. | Renners                             | Ronden | Finish | Punten |
| ---- | ----------------------------------- | ------ | ------ | ------ |
| 1    | Philip Heijnen Tim Torn Teutenberg  | 0      | 1      | 20     |
| 2    | Roger Kluge Cees Bol                | 0      | 2      | 12     |
| 3    | Claudio Imhof Sebastián Mora        | 0      | 9      | 10     |
| 4    | Lindsay De Vylder Jules Hesters     | 1      | 3      | 8      |
| 5    | Elia Viviani Vincent Hoppezak       | 1      | 4      | 6      |
| 6    | Niki Terpstra Yoeri Havik           | 1      | 5      | 4      |
| 7    | Theo Reinhardt Moritz Malcharek     | 1      | 6      | –      |
| 8    | Bartosz Rudyk Wojciech Pszczolarski | 1      | 7      | –      |
| 9    | Tuur Dens Louis Pijourlet           | 1      | 13     | –      |
| 10   | Matias Malmberg Marc Hester         | 2      | 8      | –      |
| 11   | Mel van der Veekens Raymond Kreder  | 2      | 10     | –      |
| 12   | Denis Rugovac Matteo Donegà         | 2      | 11     | –      |
| 13   | Lukas Rüegg Milan Van Den Haute     | 3      | 12     | –      |

| Pos. | Renners                             | Punten |
| ---- | ----------------------------------- | ------ |
| 1    | Niki Terpstra Yoeri Havik           | 20     |
| 2    | Lindsay De Vylder Jules Hesters     | 12     |
| 3    | Claudio Imhof Sebastián Mora        | 10     |
| 4    | Elia Viviani Vincent Hoppezak       | 8      |
| 5    | Theo Reinhardt Moritz Malcharek     | 6      |
| 6    | Roger Kluge Cees Bol                | 4      |
| 7    | Philip Heijnen Tim Torn Teutenberg  | –      |
| 8    | Denis Rugovac Matteo Donegà         | –      |
| 9    | Bartosz Rudyk Wojciech Pszczolarski | –      |
| 10   | Tuur Dens Louis Pijourlet           | –      |
| 11   | Lukas Rüegg Milan Van Den Haute     | –      |
| 12   | Mel van der Veekens Raymond Kreder  | –      |
| 13   | Matias Malmberg Marc Hester         | –      |

| Pos. | Renners                             | Tijd   | Achter. | Km/h   | Punten |
| ---- | ----------------------------------- | ------ | ------- | ------ | ------ |
| 1    | Elia Viviani Vincent Hoppezak       | 10,341 | –       | 69,626 | 20     |
| 2    | Matias Malmberg Marc Hester         | 10,389 | 0,048   | 69,304 | 12     |
| 3    | Lindsay De Vylder Jules Hesters     | 10,391 | 0,050   | 69,291 | 10     |
| 4    | Tuur Dens Louis Pijourlet           | 10,471 | 0,130   | 68,761 | 8      |
| 5    | Roger Kluge Cees Bol                | 10,498 | 0,157   | 68,584 | 6      |
| 6    | Bartosz Rudyk Wojciech Pszczolarski | 10,677 | 0,336   | 67,435 | 4      |
| 7    | Niki Terpstra Yoeri Havik           | 10,692 | 0,351   | 67,340 | –      |
| 8    | Lukas Rüegg Milan Van Den Haute     | 10,727 | 0,386   | 67,120 | –      |
| 9    | Philip Heijnen Tim Torn Teutenberg  | 10,857 | 0,516   | 66,317 | –      |
| 10   | Claudio Imhof Sebastián Mora        | 10,990 | 0,649   | 65,514 | –      |
| 11   | Mel van der Veekens Raymond Kreder  | 11,030 | 0,689   | 65,277 | –      |
| 12   | Theo Reinhardt Moritz Malcharek     | 11,041 | 0,700   | 65,211 | –      |
| 13   | Denis Rugovac Matteo Donegà         | 11,160 | 0,819   | 64,516 | –      |

| Pos. | Renners                             | Ronden | Finish | Punten | Buzzer |
| ---- | ----------------------------------- | ------ | ------ | ------ | ------ |
| 1    | Lindsay De Vylder Jules Hesters     | 0      | 2      | 20     | +10    |
| 2    | Elia Viviani Vincent Hoppezak       | 0      | 3      | 12     |        |
| 3    | Niki Terpstra Yoeri Havik           | 1      | 4      | 10     |        |
| 4    | Roger Kluge Cees Bol                | 1      | 5      | 8      |        |
| 5    | Philip Heijnen Tim Torn Teutenberg  | 1      | 8      | 6      |        |
| 6    | Claudio Imhof Sebastián Mora        | 2      | 1      | 4      |        |
| 7    | Bartosz Rudyk Wojciech Pszczolarski | 2      | 7      | –      |        |
| 8    | Denis Rugovac Matteo Donegà         | 2      | 9      | –      |        |
| 9    | Tuur Dens Louis Pijourlet           | 2      | 10     | –      |        |
| 10   | Theo Reinhardt Moritz Malcharek     | 3      | 12     | –      |        |
| 11   | Lukas Rüegg Milan Van Den Haute     | 4      | 6      | –      |        |
| 12   | Mel van der Veekens Raymond Kreder  | 5      | 11     | –      |        |
| 13   | Matias Malmberg Marc Hester         | 6      | 13     | –      |        |

| Pos. | Renner          | Gangmaker         | Punten |
| ---- | --------------- | ----------------- | ------ |
| 1    | Roger Kluge     | Erik Schoefs      | 20     |
| 2    | Matias Malmberg | Christian Dagnoni | 12     |
| 3    | Elia Viviani    | Peter Bauerlein   | 10     |
| 4    | Niki Terpstra   | Ron Zijlaard      | 8      |
| 5    | Denis Rugovac   | Jos Pronk         | 6      |
| 6    | Theo Reinhardt  | Peter Möhlmann    | 4      |
| 7    | Raymond Kreder  | Herman Bakker     | –      |

| Pos. | Renner                | Punten |
| ---- | --------------------- | ------ |
| 1    | Vincent Hoppezak      | 20     |
| 2    | Cees Bol              | 12     |
| 3    | Matteo Donegà         | 10     |
| 4    | Milan Van Den Haute   | 8      |
| 5    | Jules Hesters         | 6      |
| 6    | Tim Torn Teutenberg   | 4      |
| 7    | Sebastián Mora        | –      |
| 8    | Louis Pijourlet       | –      |
| 9    | Wojciech Pszczolarski | –      |
| 10   | Yoeri Havik           | –      |
| 11   | Mel van der Veekens   | –      |
| 12   | Marc Hester           | –      |
| 13   | Moritz Malcharek      | –      |

| Pos. | Renner            | Gangmaker         | Punten |
| ---- | ----------------- | ----------------- | ------ |
| 1    | Philip Heijnen    | Erik Schoefs      | 20     |
| 2    | Lindsay De Vylder | Herman Bakker     | 12     |
| 3    | Claudio Imhof     | Jos Pronk         | 10     |
| 4    | Tuur Dens         | Peter Bauerlein   | 8      |
| 5    | Lukas Rüegg       | Christian Dagnoni | 6      |
| 6    | Bartosz Rudyk     | Ron Zijlaard      | 4      |

| Pos. | Renners                             | Punten |
| ---- | ----------------------------------- | ------ |
| 1    | Philip Heijnen Tim Torn Teutenberg  | 20     |
| 2    | Lindsay De Vylder Jules Hesters     | 12     |
| 3    | Niki Terpstra Yoeri Havik           | 10     |
| 4    | Roger Kluge Cees Bol                | 8      |
| 5    | Elia Viviani Vincent Hoppezak       | 6      |
| 6    | Bartosz Rudyk Wojciech Pszczolarski | 4      |
| 7    | Tuur Dens Louis Pijourlet           | –      |
| 8    | Mel van der Veekens Raymond Kreder  | –      |
| 9    | Claudio Imhof Sebastián Mora        | –      |
| 10   | Denis Rugovac Matteo Donegà         | –      |
| 11   | Lukas Rüegg Milan Van Den Haute     | –      |
| 12   | Matias Malmberg Marc Hester         | –      |
| 13   | Theo Reinhardt Moritz Malcharek     | –      |

#### Dag 4 – vrijdag 9 december
| Pos. | Renners                             | Punten |
| ---- | ----------------------------------- | ------ |
| 1    | Philip Heijnen Tim Torn Teutenberg  | 20     |
| 2    | Niki Terpstra Yoeri Havik           | 12     |
| 3    | Elia Viviani Vincent Hoppezak       | 10     |
| 4    | Lindsay De Vylder Jules Hesters     | 8      |
| 5    | Mel van der Veekens Raymond Kreder  | 6      |
| 6    | Theo Reinhardt Moritz Malcharek     | 4      |
| 7    | Roger Kluge Cees Bol                | –      |
| 8    | Bartosz Rudyk Wojciech Pszczolarski | –      |
| 9    | Tuur Dens Louis Pijourlet           | –      |
| 10   | Denis Rugovac Matteo Donegà         | –      |
| 11   | Lukas Rüegg Milan Van Den Haute     | –      |
| 12   | Claudio Imhof Sebastián Mora        | –      |
| 13   | Matias Malmberg Marc Hester         | –      |

| Pos. | Renners                             | Punten |
| ---- | ----------------------------------- | ------ |
| 1    | Niki Terpstra Yoeri Havik           | 20     |
| 2    | Lindsay De Vylder Jules Hesters     | 12     |
| 3    | Elia Viviani Vincent Hoppezak       | 10     |
| 4    | Roger Kluge Cees Bol                | 8      |
| 5    | Philip Heijnen Tim Torn Teutenberg  | 6      |
| 6    | Matias Malmberg Marc Hester         | 4      |
| 7    | Denis Rugovac Matteo Donegà         | –      |
| 8    | Bartosz Rudyk Wojciech Pszczolarski | –      |
| 9    | Claudio Imhof Sebastián Mora        | –      |
| 10   | Lukas Rüegg Milan Van Den Haute     | –      |
| 11   | Tuur Dens Louis Pijourlet           | –      |
| 12   | Mel van der Veekens Raymond Kreder  | –      |
| 13   | Theo Reinhardt Moritz Malcharek     | –      |

| Pos. | Renners                             | Tijd   | Achter. | Km/h   | Punten |
| ---- | ----------------------------------- | ------ | ------- | ------ | ------ |
| 1    | Matias Malmberg Marc Hester         | 10,359 | –       | 69,505 | 20     |
| 2    | Elia Viviani Vincent Hoppezak       | 10,371 | 0,012   | 69,424 | 12     |
| 3    | Tuur Dens Louis Pijourlet           | 10,409 | 0,050   | 69,171 | 10     |
| 4    | Lindsay De Vylder Jules Hesters     | 10,421 | 0,062   | 69,091 | 8      |
| 5    | Roger Kluge Cees Bol                | 10,556 | 0,197   | 68,208 | 6      |
| 6    | Lukas Rüegg Milan Van Den Haute     | 10,659 | 0,300   | 67,549 | 4      |
| 7    | Niki Terpstra Yoeri Havik           | 10,776 | 0,417   | 66,815 | –      |
| 8    | Bartosz Rudyk Wojciech Pszczolarski | 10,778 | 0,419   | 66,803 | –      |
| 9    | Philip Heijnen Tim Torn Teutenberg  | 10,891 | 0,532   | 66,110 | –      |
| 10   | Denis Rugovac Matteo Donegà         | 11,025 | 0,666   | 65,306 | –      |
| 11   | Theo Reinhardt Moritz Malcharek     | 11,138 | 0,779   | 64,644 | –      |
| 12   | Mel van der Veekens Raymond Kreder  | 11,309 | 0,950   | 63,666 | –      |
| DNS  | Claudio Imhof Sebastián Mora        | –      | –       | –      | –      |

| Pos. | Renners                             | Ronden | Finish | Punten | Buzzer |
| ---- | ----------------------------------- | ------ | ------ | ------ | ------ |
| 1    | Elia Viviani Vincent Hoppezak       | 0      | 1      | 20     | +10    |
| 2    | Niki Terpstra Yoeri Havik           | 0      | 2      | 12     |        |
| 3    | Lindsay De Vylder Jules Hesters     | 0      | 5      | 10     |        |
| 4    | Roger Kluge Cees Bol                | 1      | 3      | 8      |        |
| 5    | Philip Heijnen Tim Torn Teutenberg  | 1      | 4      | 6      |        |
| 6    | Tuur Dens Louis Pijourlet           | 4      | 6      | 4      |        |
| 7    | Denis Rugovac Matteo Donegà         | 4      | 7      | –      |        |
| 8    | Bartosz Rudyk Wojciech Pszczolarski | 4      | 8      | –      |        |
| 9    | Theo Reinhardt Moritz Malcharek     | 4      | 9      | –      |        |
| 10   | Lukas Rüegg Milan Van Den Haute     | 7      | 10     | –      |        |
| 11   | Mel van der Veekens Raymond Kreder  | 8      | 11     | –      |        |
| 12   | Matias Malmberg Marc Hester         | 9      | 12     | –      |        |
| DNS  | Claudio Imhof Sebastián Mora        | –      | –      | –      |        |

| Pos. | Renner              | Gangmaker         | Punten |
| ---- | ------------------- | ----------------- | ------ |
| 1    | Yoeri Havik         | Ron Zijlaard      | 20     |
| 2    | Cees Bol            | Jos Pronk         | 12     |
| 3    | Mel van der Veekens | Herman Bakker     | 10     |
| 4    | Matteo Donegà       | Peter Möhlmann    | 8      |
| 5    | Moritz Malcharek    | Peter Bauerlein   | 6      |
| 6    | Jules Hesters       | Erik Schoefs      | 4      |
| 7    | Marc Hester         | Christian Dagnoni | –      |

| Pos. | Renner            | Punten |
| ---- | ----------------- | ------ |
| 1    | Tuur Dens         | 20     |
| 2    | Matias Malmberg   | 12     |
| 3    | Raymond Kreder    | 10     |
| 4    | Denis Rugovac     | 8      |
| 5    | Bartosz Rudyk     | 6      |
| 6    | Elia Viviani      | 4      |
| 7    | Theo Reinhardt    | –      |
| 8    | Lukas Rüegg       | –      |
| 9    | Niki Terpstra     | –      |
| 10   | Lindsay De Vylder | –      |
| 11   | Philip Heijnen    | –      |
| 12   | Roger Kluge       | –      |
| DNS  | Claudio Imhof     | –      |

| Pos. | Renner                | Gangmaker         | Punten |
| ---- | --------------------- | ----------------- | ------ |
| 1    | Milan Van Den Haute   | Jos Pronk         | 20     |
| 2    | Tim Torn Teutenberg   | Christian Dagnoni | 12     |
| 3    | Vincent Hoppezak      | Herman Bakker     | 10     |
| 4    | Sebastián Mora        | Peter Bauerlein   | 8      |
| 5    | Louis Pijourlet       | Peter Möhlmann    | 6      |
| 6    | Wojciech Pszczolarski | Ron Zijlaard      | 4      |

| Pos. | Renners           | Punten |
| ---- | ----------------- | ------ |
| 1    | Lukas Rüegg       | 20     |
| 2    | Bartosz Rudyk     | 12     |
| 3    | Lindsay De Vylder | 10     |
| 4    | Tuur Dens         | 8      |
| 5    | Roger Kluge       | 6      |
| 6    | Niki Terpstra     | 4      |
| 7    | Philip Heijnen    | –      |
| 8    | Theo Reinhardt    | –      |
| 9    | Denis Rugovac     | –      |
| 10   | Raymond Kreder    | –      |
| 11   | Elia Viviani      | –      |
| 12   | Matias Malmberg   | –      |
| DNS  | Claudio Imhof     | –      |

#### Dag 5 – zaterdag 10 december
| Pos. | Renners                             | Ronden | Finish | Punten |
| ---- | ----------------------------------- | ------ | ------ | ------ |
| 1    | Roger Kluge Cees Bol                | 0      | 1      | 20     |
| 2    | Elia Viviani Vincent Hoppezak       | 0      | 2      | 12     |
| 3    | Niki Terpstra Yoeri Havik           | 0      | 3      | 10     |
| 4    | Lindsay De Vylder Jules Hesters     | 0      | 4      | 8      |
| 5    | Philip Heijnen Tim Torn Teutenberg  | 0      | 8      | 6      |
| 6    | Theo Reinhardt Moritz Malcharek     | 1      | 5      | 4      |
| 7    | Tuur Dens Louis Pijourlet           | 1      | 6      | –      |
| 8    | Bartosz Rudyk Wojciech Pszczolarski | 1      | 10     | –      |
| 9    | Denis Rugovac Matteo Donegà         | 2      | 9      | –      |
| 10   | Mel van der Veekens Raymond Kreder  | 2      | 11     | –      |
| 11   | Lukas Rüegg Milan Van Den Haute     | 3      | 7      | –      |
| 12   | Matias Malmberg Marc Hester         | 6      | –      | –      |
| DNS  | Claudio Imhof Sebastián Mora        | –      | –      | –      |

| Pos. | Renners                             | Punten |
| ---- | ----------------------------------- | ------ |
| 1    | Lindsay De Vylder Jules Hesters     | 20     |
| 2    | Elia Viviani Vincent Hoppezak       | 12     |
| 3    | Niki Terpstra Yoeri Havik           | 10     |
| 4    | Theo Reinhardt Moritz Malcharek     | 8      |
| 5    | Roger Kluge Cees Bol                | 6      |
| 6    | Lukas Rüegg Milan Van Den Haute     | 4      |
| 7    | Denis Rugovac Matteo Donegà         | –      |
| 8    | Matias Malmberg Sebastián Mora      | –      |
| 9    | Bartosz Rudyk Wojciech Pszczolarski | –      |
| 10   | Tuur Dens Louis Pijourlet           | –      |
| 11   | Mel van der Veekens Raymond Kreder  | –      |
| 12   | Philip Heijnen Tim Torn Teutenberg  | –      |
| DNS  | Claudio Imhof Marc Hester           | –      |

| Pos. | Renners                             | Tijd   | Achter. | Km/h   | Punten |
| ---- | ----------------------------------- | ------ | ------- | ------ | ------ |
| 1    | Elia Viviani Vincent Hoppezak       | 21,379 | –       | 67,356 | 20     |
| 2    | Matias Malmberg Sebastián Mora      | 21,433 | 0,054   | 67,186 | 12     |
| 3    | Lindsay De Vylder Jules Hesters     | 21,625 | 0,246   | 66,590 | 10     |
| 4    | Roger Kluge Cees Bol                | 22,002 | 0,623   | 65,449 | 8      |
| 5    | Niki Terpstra Yoeri Havik           | 22,451 | 1,107   | 64,140 | 6      |
| 6    | Philip Heijnen Tim Torn Teutenberg  | 22,670 | 1,129   | 63,520 | 4      |
| 7    | Theo Reinhardt Moritz Malcharek     | 22,925 | 1,154   | 62,814 | –      |
| DNS  | Lukas Rüegg Milan Van Den Haute     | –      | –       | –      | –      |
| DNS  | Tuur Dens Louis Pijourlet           | –      | –       | –      | –      |
| DNS  | Bartosz Rudyk Wojciech Pszczolarski | –      | –       | –      | –      |
| DNS  | Denis Rugovac Matteo Donegà         | –      | –       | –      | –      |
| DNS  | Claudio Imhof Marc Hester           | –      | –       | –      | –      |
| DNS  | Mel van der Veekens Raymond Kreder  | –      | –       | –      | –      |

| Pos. | Renners                             | Ronden | Finish | Punten | Buzzer |
| ---- | ----------------------------------- | ------ | ------ | ------ | ------ |
| 1    | Niki Terpstra Yoeri Havik           | 0      | 1      | 20     | +10    |
| 2    | Philip Heijnen Tim Torn Teutenberg  | 1      | 2      | 12     |        |
| 3    | Lindsay De Vylder Jules Hesters     | 1      | 3      | 10     |        |
| 4    | Elia Viviani Vincent Hoppezak       | 1      | 5      | 8      |        |
| 5    | Matias Malmberg Sebastián Mora      | 1      | 7      | 6      |        |
| 6    | Roger Kluge Cees Bol                | 2      | 4      | 4      |        |
| 7    | Lukas Rüegg Milan Van Den Haute     | 4      | 6      | –      |        |
| 8    | Denis Rugovac Matteo Donegà         | 4      | 8      | –      |        |
| 9    | Bartosz Rudyk Wojciech Pszczolarski | 4      | 9      | –      |        |
| 10   | Theo Reinhardt Moritz Malcharek     | 4      | 10     | –      |        |
| 11   | Tuur Dens Louis Pijourlet           | 4      | 12     | –      |        |
| 12   | Mel van der Veekens Raymond Kreder  | 5      | 11     | –      |        |
| DNS  | Claudio Imhof Marc Hester           | –      | –      | –      |        |

| Pos. | Renner         | Gangmaker         | Punten |
| ---- | -------------- | ----------------- | ------ |
| 1    | Philip Heijnen | Jos Pronk         | 20     |
| 2    | Niki Terpstra  | Peter Bauerlein   | 12     |
| 3    | Lukas Rüegg    | Erik Schoefs      | 10     |
| 4    | Elia Viviani   | Herman Bakker     | 8      |
| 5    | Denis Rugovac  | Ron Zijlaard      | 6      |
| 6    | Theo Reinhardt | Christian Dagnoni | 4      |
| DNS  | Claudio Imhof  | –                 | –      |

| Pos. | Renner                | Punten |
| ---- | --------------------- | ------ |
| 1    | Milan Van Den Haute   | 20     |
| 2    | Matteo Donegà         | 12     |
| 3    | Cees Bol              | 10     |
| 4    | Moritz Malcharek      | 8      |
| 5    | Sebastián Mora        | 6      |
| 6    | Louis Pijourlet       | 4      |
| 7    | Wojciech Pszczolarski | –      |
| 8    | Mel van der Veekens   | –      |
| 9    | Tim Torn Teutenberg   | –      |
| 10   | Vincent Hoppezak      | –      |
| 11   | Jules Hesters         | –      |
| 12   | Yoeri Havik           | –      |
| DNS  | Marc Hester           | –      |

| Pos. | Renner            | Gangmaker         | Punten |
| ---- | ----------------- | ----------------- | ------ |
| 1    | Lindsay De Vylder | Peter Möhlmann    | 20     |
| 2    | Matias Malmberg   | Ron Zijlaard      | 12     |
| 3    | Roger Kluge       | Peter Bauerlein   | 10     |
| 4    | Tuur Dens         | Herman Bakker     | 8      |
| 5    | Bartosz Rudyk     | Erik Schoefs      | 6      |
| 6    | Raymond Kreder    | Christian Dagnoni | 4      |

| Pos. | Renners                             | Punten |
| ---- | ----------------------------------- | ------ |
| 1    | Bartosz Rudyk Wojciech Pszczolarski | 20     |
| 2    | Lindsay De Vylder Jules Hesters     | 12     |
| 3    | Matias Malmberg Sebastián Mora      | 10     |
| 4    | Roger Kluge Cees Bol                | 8      |
| 5    | Elia Viviani Vincent Hoppezak       | 6      |
| 6    | Mel van der Veekens Raymond Kreder  | 4      |
| 7    | Denis Rugovac Matteo Donegà         | –      |
| 8    | Niki Terpstra Yoeri Havik           | –      |
| 9    | Tuur Dens Louis Pijourlet           | –      |
| 10   | Philip Heijnen Tim Torn Teutenberg  | –      |
| 11   | Lukas Rüegg Milan Van Den Haute     | –      |
| 12   | Theo Reinhardt Moritz Malcharek     | –      |
| DNS  | Claudio Imhof Marc Hester           | –      |

| Pos. | Renner                | Punten |
| ---- | --------------------- | ------ |
| 1    | Sebastián Mora        | 20     |
| 2    | Mel van der Veekens   | 12     |
| 3    | Cees Bol              | 10     |
| 4    | Wojciech Pszczolarski | 8      |
| 5    | Yoeri Havik           | 6      |
| 6    | Jules Hesters         | 4      |
| 7    | Tim Torn Teutenberg   | –      |
| 8    | Louis Pijourlet       | –      |
| 9    | Moritz Malcharek      | –      |
| 10   | Matteo Donegà         | –      |
| 11   | Vincent Hoppezak      | –      |
| 12   | Milan Van Den Haute   | –      |
| DNS  | Marc Hester           | –      |

#### Dag 6 – zondag 11 december
| Pos. | Renners                             | Ronden | Finish | Punten |
| ---- | ----------------------------------- | ------ | ------ | ------ |
| 1    | Roger Kluge Cees Bol                | 0      | 5      | 20     |
| 2    | Niki Terpstra Yoeri Havik           | 1      | 1      | 12     |
| 3    | Elia Viviani Vincent Hoppezak       | 1      | 2      | 10     |
| 4    | Lindsay De Vylder Jules Hesters     | 1      | 3      | 8      |
| 5    | Philip Heijnen Tim Torn Teutenberg  | 1      | 4      | 6      |
| 6    | Claudio Imhof Sebastián Mora        | 1      | 7      | 4      |
| 7    | Theo Reinhardt Moritz Malcharek     | 2      | 6      | –      |
| 8    | Denis Rugovac Matteo Donegà         | 2      | 8      | –      |
| 9    | Tuur Dens Louis Pijourlet           | 2      | 9      | –      |
| 10   | Bartosz Rudyk Wojciech Pszczolarski | 2      | 10     | –      |
| 11   | Lukas Rüegg Milan Van Den Haute     | 3      | 11     | –      |
| 12   | Mel van der Veekens Raymond Kreder  | 4      | 12     | –      |
| 13   | Matias Malmberg Marc Hester         | 4      | 13     | –      |

| Pos. | Renners                             | Punten |
| ---- | ----------------------------------- | ------ |
| 1    | Lukas Rüegg Milan Van Den Haute     | 20     |
| 2    | Elia Viviani Vincent Hoppezak       | 12     |
| 3    | Niki Terpstra Yoeri Havik           | 10     |
| 4    | Lindsay De Vylder Jules Hesters     | 8      |
| 5    | Philip Heijnen Tim Torn Teutenberg  | 6      |
| 6    | Roger Kluge Cees Bol                | 4      |
| 7    | Claudio Imhof Sebastián Mora        | –      |
| 8    | Mel van der Veekens Raymond Kreder  | –      |
| 9    | Bartosz Rudyk Wojciech Pszczolarski | –      |
| 10   | Tuur Dens Louis Pijourlet           | –      |
| 11   | Matias Malmberg Marc Hester         | –      |
| 12   | Theo Reinhardt Moritz Malcharek     | –      |
| 13   | Denis Rugovac Matteo Donegà         | –      |

| Pos. | Renners                             | Tijd   | Achter. | Km/h   | Punten |
| ---- | ----------------------------------- | ------ | ------- | ------ | ------ |
| 1    | Tuur Dens Louis Pijourlet           | 21,084 | –       | 68,298 | 20     |
| 2    | Elia Viviani Vincent Hoppezak       | 21,379 | 0,295   | 67,356 | 12     |
| 3    | Matias Malmberg Sebastián Mora      | 21,433 | 0,349   | 67,186 | 10     |
| 4    | ??                                  | ??     | ??      | ??     | 8      |
| 5    | Lindsay De Vylder Jules Hesters     | 21,625 | 0,541   | 66,590 | 6      |
| 6    | Bartosz Rudyk Wojciech Pszczolarski | 21,936 | 0,852   | 65,646 | 4      |
| 7    | Lukas Rüegg Milan Van Den Haute     | 21,937 | 0,853   | 65,643 | –      |
| 8    | Roger Kluge Cees Bol                | 22,002 | 0,918   | 65,449 | –      |
| 9    | Niki Terpstra Yoeri Havik           | 22,451 | 1,136   | 64,140 | –      |
| 10   | Philip Heijnen Tim Torn Teutenberg  | 22,670 | 1,158   | 63,520 | –      |
| 11   | Theo Reinhardt Moritz Malcharek     | 22,925 | 1,184   | 62,814 | –      |
| 12   | Denis Rugovac Matteo Donegà         | 22,954 | 1,187   | 62,734 | –      |
| 13   | Mel van der Veekens Raymond Kreder  | 23,208 | 2,212   | 62,048 | –      |

| Pos. | Renner            | Gangmaker | Punten |
| ---- | ----------------- | --------- | ------ |
| 1    | Philip Heijnen    | ??        | 20     |
| 2    | Lindsay De Vylder | ??        | 12     |
| 3    | Roger Kluge       | ??        | 10     |
| 4    | Sebastián Mora    | ??        | 8      |
| 5    | Elia Viviani      | ??        | 6      |
| 6    | Yoeri Havik       | ??        | 4      |
| 7    | Moritz Malcharek  | ??        | –      |

| Pos. | Renners                             | Subtotaal | Sprintpunten | Sprintpunten | Sprintpunten | Sprintpunten | Sprintpunten | Sprintpunten | Sprintptn | Ronden | Totale punten |
| Pos. | Renners                             | Subtotaal | 1            | 2            | 3            | 4            | 5            | 6            | Sprintptn | Ronden | Totale punten |
| ---- | ----------------------------------- | --------- | ------------ | ------------ | ------------ | ------------ | ------------ | ------------ | --------- | ------ | ------------- |
| 1    | Niki Terpstra Yoeri Havik           | 374       |              |              |              |              |              | 10           | 10        | 0      | 384           |
| 2    | Lindsay De Vylder Jules Hesters     | 382       |              |              | 6            | 10           | 10           | 6            | 32        | 1      | 414           |
| 3    | Elia Viviani Vincent Hoppezak       | 370       | 10           |              | 10           | 2            | 6            | 2            | 30        | 1      | 400           |
| 4    | Roger Kluge Cees Bol                | 304       |              | 10           |              | 6            |              |              | 16        | 2      | 320           |
| 5    | Philip Heijnen Tim Torn Teutenberg  | 314       |              | 4            | 4            |              |              |              | 8         | 3      | 322           |
| 6    | Matias Malmberg Sebastián Mora      | 189       |              |              | 2            | 4            | 4            | 4            | 14        | 11     | 203           |
| 7    | Theo Reinhardt Moritz Malcharek     | 74        |              |              |              |              |              |              | 0         | 21     | 74            |
| 8    | Bartosz Rudyk Wojciech Pszczolarski | 126       |              |              |              |              |              |              | 0         | 22     | 126           |
| 9    | Tuur Dens Louis Pijourlet           | 146       |              | 6            |              |              |              |              | 6         | 25     | 152           |
| 10   | Denis Rugovac Matteo Donegà         | 70        |              | 2            |              |              | 2            |              | 4         | 25     | 74            |
| 11   | Lukas Rüegg Milan Van Den Haute     | 126       |              |              |              |              |              |              | 0         | 43     | 126           |
| 12   | Mel van der Veekens Raymond Kreder  | 82        |              |              |              |              |              |              | 0         | 46     | 82            |
| DNS  | Claudio Imhof Marc Hester           | –         |              |              |              |              |              |              | –         | –      | –             |

### Sprint Cup – mannen elite

#### Dag 1 – dinsdag 6 december
| Pos. | Renner           | Tijd   | Achter. | Km/h   | Punten |
| ---- | ---------------- | ------ | ------- | ------ | ------ |
| 1    | Harrie Lavreysen | 10,391 | –       | 69,291 | –      |
| 2    | Tomáš Bábek      | 10,877 | 0,486   | 66,195 | –      |
| 3    | Sam Ligtlee      | 10,878 | 0,487   | 66,189 | –      |
| 4    | Jeffrey Hoogland | 10,894 | 0,503   | 66,091 | –      |
| 5    | Daan Kool        | 11,126 | 0,735   | 64,713 | –      |
| 6    | Robin Wagner     | 11,474 | 1,108   | 62,751 | –      |

| Pos. | Renner           | Punten |
| ---- | ---------------- | ------ |
| 1    | Sam Ligtlee      | 6      |
| 2    | Harrie Lavreysen | 5      |
| 3    | Jeffrey Hoogland | 4      |
| 4    | Daan Kool        | 3      |
| 5    | Robin Wagner     | 2      |
| 6    | Tomáš Bábek      | 1      |

| Pos. | Renner           | Punten |
| ---- | ---------------- | ------ |
| 1    | Sam Ligtlee      | 6      |
| 2    | Harrie Lavreysen | 5      |
| 3    | Jeffrey Hoogland | 4      |
| 4    | Daan Kool        | 3      |
| 5    | Robin Wagner     | 2      |
| 6    | Tomáš Bábek      | 1      |

| Pos.   | Renner           | Punten |
| ------ | ---------------- | ------ |
| Heat 1 |                  |        |
| 1      | Harrie Lavreysen | –      |
| 2      | Robin Wagner     | –      |
| Heat 2 |                  |        |
| 1      | Tomáš Bábek      | –      |
| 2      | Daan Kool        | –      |
| Heat 3 |                  |        |
| 1      | Sam Ligtlee      | –      |
| 2      | Jeffrey Hoogland | –      |

| Pos. | Renner           | Punten |
| ---- | ---------------- | ------ |
| 1    | Sam Ligtlee      | 6      |
| 2    | Harrie Lavreysen | 5      |
| 3    | Jeffrey Hoogland | 4      |
| 4    | Daan Kool        | 3      |
| 5    | Robin Wagner     | 2      |
| 6    | Tomáš Bábek      | 1      |

| Pos.   | Renner           | Punten |
| ------ | ---------------- | ------ |
| Heat 1 |                  |        |
| 1      | Harrie Lavreysen | –      |
| 2      | Tomáš Bábek      | –      |
| 3      | Sam Ligtlee      | –      |
| Heat 2 |                  |        |
| 1      | Jeffrey Hoogland | –      |
| 2      | Daan Kool        | –      |
| 3      | Robin Wagner     | –      |

| Pos. | Renner           | Punten |
| ---- | ---------------- | ------ |
| 1    | Sam Ligtlee      | 6      |
| 2    | Harrie Lavreysen | 5      |
| 3    | Jeffrey Hoogland | 4      |
| 4    | Daan Kool        | 3      |
| 5    | Robin Wagner     | 2      |
| 6    | Tomáš Bábek      | 1      |

| Pos.   | Renner           | Punten |
| ------ | ---------------- | ------ |
| Heat 1 |                  |        |
| 1      | Sam Ligtlee      | 4      |
| 2      | Robin Wagner     | 2      |
| Heat 2 |                  |        |
| 1      | Daan Kool        | 8      |
| 2      | Tomáš Bábek      | 6      |
| Heat 3 |                  |        |
| 1      | Harrie Lavreysen | 12     |
| 2      | Jeffrey Hoogland | 10     |

| Pos. | Renner           | Punten |
| ---- | ---------------- | ------ |
| 1    | Harrie Lavreysen | 17     |
| 2    | Jeffrey Hoogland | 14     |
| 3    | Daan Kool        | 11     |
| 4    | Sam Ligtlee      | 10     |
| 5    | Tomáš Bábek      | 8      |
| 6    | Robin Wagner     | 3      |

#### Dag 2 – woensdag 7 december
| Pos. | Renner           | Tijd   | Achter. | Km/h   | Punten |
| ---- | ---------------- | ------ | ------- | ------ | ------ |
| 1    | Harrie Lavreysen | 10.321 | –       | 69.761 | –      |
| 2    | Jeffrey Hoogland | 10.592 | 0.271   | 67.976 | –      |
| 3    | Sam Ligtlee      | 10.854 | 0.533   | 66.335 | –      |
| 4    | Daan Kool        | 10.857 | 0.536   | 66.317 | –      |
| 5    | Tomáš Bábek      | 10.950 | 0.629   | 65.753 | –      |
| 6    | Robin Wagner     | 11.044 | 0.723   | 65.194 | –      |

| Pos. | Renner           | Punten |
| ---- | ---------------- | ------ |
| 1    | Harrie Lavreysen | 17     |
| 2    | Jeffrey Hoogland | 14     |
| 3    | Daan Kool        | 11     |
| 4    | Sam Ligtlee      | 10     |
| 5    | Tomáš Bábek      | 8      |
| 6    | Robin Wagner     | 3      |

| Pos. | Renner           | Punten |
| ---- | ---------------- | ------ |
| 1    | Tomáš Bábek      | 6      |
| 2    | Jeffrey Hoogland | 5      |
| 3    | Daan Kool        | 4      |
| 4    | Harrie Lavreysen | 3      |
| 5    | Robin Wagner     | 2      |
| 6    | Sam Ligtlee      | 1      |

| Pos. | Renner           | Punten |
| ---- | ---------------- | ------ |
| 1    | Harrie Lavreysen | 20     |
| 2    | Jeffrey Hoogland | 19     |
| 3    | Daan Kool        | 15     |
| 4    | Tomáš Bábek      | 14     |
| 5    | Sam Ligtlee      | 11     |
| 6    | Robin Wagner     | 5      |

| Pos.   | Renner           | Punten |
| ------ | ---------------- | ------ |
| Heat 1 |                  |        |
| 1      | Harrie Lavreysen | –      |
| 2      | Robin Wagner     | –      |
| Heat 2 |                  |        |
| 1      | Jeffrey Hoogland | –      |
| 2      | Tomáš Bábek      | –      |
| Heat 3 |                  |        |
| 1      | Sam Ligtlee      | –      |
| 2      | Daan Kool        | –      |

| Pos. | Renner           | Punten |
| ---- | ---------------- | ------ |
| 1    | Harrie Lavreysen | 20     |
| 2    | Jeffrey Hoogland | 19     |
| 3    | Daan Kool        | 15     |
| 4    | Tomáš Bábek      | 14     |
| 5    | Sam Ligtlee      | 11     |
| 6    | Robin Wagner     | 5      |

| Pos.   | Renner           | Punten |
| ------ | ---------------- | ------ |
| Heat 1 |                  |        |
| 1      | Jeffrey Hoogland | –      |
| 2      | Harrie Lavreysen | –      |
| 3      | Sam Ligtlee      | –      |
| Heat 2 |                  |        |
| 1      | Daan Kool        | –      |
| 2      | Tomáš Bábek      | –      |
| 3      | Robin Wagner     | –      |

| Pos. | Renner           | Punten |
| ---- | ---------------- | ------ |
| 1    | Harrie Lavreysen | 20     |
| 2    | Jeffrey Hoogland | 19     |
| 3    | Daan Kool        | 15     |
| 4    | Tomáš Bábek      | 14     |
| 5    | Sam Ligtlee      | 11     |
| 6    | Robin Wagner     | 5      |

| Pos.   | Renner           | Punten |
| ------ | ---------------- | ------ |
| Heat 1 |                  |        |
| 1      | Sam Ligtlee      | –      |
| 2      | Robin Wagner     | –      |
| Heat 2 |                  |        |
| 1      | Harrie Lavreysen | –      |
| 2      | Tomáš Bábek      | –      |
| Heat 3 |                  |        |
| 1      | Daan Kool        | –      |
| 2      | Jeffrey Hoogland | –      |

| Pos. | Renner           | Punten |
| ---- | ---------------- | ------ |
| 1    | Harrie Lavreysen | 20     |
| 2    | Jeffrey Hoogland | 19     |
| 3    | Daan Kool        | 15     |
| 4    | Tomáš Bábek      | 14     |
| 5    | Sam Ligtlee      | 11     |
| 6    | Robin Wagner     | 5      |

| Pos.   | Renner           | Punten |
| ------ | ---------------- | ------ |
| Heat 1 |                  |        |
| 1      | Harrie Lavreysen | –      |
| 2      | Sam Ligtlee      | –      |
| 3      | Daan Kool        | –      |
| Heat 2 |                  |        |
| 1      | Jeffrey Hoogland | –      |
| 2      | Robin Wagner     | –      |
| 3      | Tomáš Bábek      | –      |

| Pos. | Renner           | Punten |
| ---- | ---------------- | ------ |
| 1    | Harrie Lavreysen | 20     |
| 2    | Jeffrey Hoogland | 19     |
| 3    | Daan Kool        | 15     |
| 4    | Tomáš Bábek      | 14     |
| 5    | Sam Ligtlee      | 11     |
| 6    | Robin Wagner     | 5      |

| Pos.   | Renner           | Punten |
| ------ | ---------------- | ------ |
| Heat 1 |                  |        |
| 1      | Tomáš Bábek      | 4      |
| 2      | Daan Kool        | 2      |
| Heat 2 |                  |        |
| 1      | Robin Wagner     | 8      |
| 2      | Sam Ligtlee      | 6      |
| Heat 3 |                  |        |
| 1      | Harrie Lavreysen | 12     |
| 2      | Jeffrey Hoogland | 10     |

| Pos. | Renner           | Punten |
| ---- | ---------------- | ------ |
| 1    | Harrie Lavreysen | 32     |
| 2    | Jeffrey Hoogland | 29     |
| 3    | Tomáš Bábek      | 18     |
| 4    | Sam Ligtlee      | 17     |
| 4    | Daan Kool        | 17     |
| 6    | Robin Wagner     | 13     |

#### Dag 3 – donderdag 8 december
| Pos. | Renner           | Tijd   | Achter. | Km/h   | Punten |
| ---- | ---------------- | ------ | ------- | ------ | ------ |
| 1    | Harrie Lavreysen | 10,022 | –       | 71,842 | –      |
| 2    | Jeffrey Hoogland | 10,323 | 0,301   | 69,747 | –      |
| 3    | Sam Ligtlee      | 10,623 | 0,601   | 67,777 | –      |
| 4    | Tomáš Bábek      | 10,799 | 0,777   | 66,673 | –      |
| 5    | Daan Kool        | 10,894 | 0,872   | 66,091 | –      |
| 6    | Robin Wagner     | 11,868 | 1,184   | 60,667 | –      |

| Pos. | Renner           | Punten |
| ---- | ---------------- | ------ |
| 1    | Harrie Lavreysen | 32     |
| 2    | Jeffrey Hoogland | 29     |
| 3    | Tomáš Bábek      | 18     |
| 4    | Sam Ligtlee      | 17     |
| 4    | Daan Kool        | 17     |
| 6    | Robin Wagner     | 13     |

| Pos. | Renner           | Punten |
| ---- | ---------------- | ------ |
| 1    | Harrie Lavreysen | 6      |
| 2    | Tomáš Bábek      | 5      |
| 3    | Robin Wagner     | 4      |
| 4    | Jeffrey Hoogland | 3      |
| 5    | Daan Kool        | 2      |
| 6    | Sam Ligtlee      | 1      |

| Pos. | Renner           | Punten |
| ---- | ---------------- | ------ |
| 1    | Harrie Lavreysen | 38     |
| 2    | Jeffrey Hoogland | 32     |
| 3    | Tomáš Bábek      | 23     |
| 4    | Daan Kool        | 19     |
| 5    | Sam Ligtlee      | 18     |
| 6    | Robin Wagner     | 17     |

| Pos.   | Renner           | Punten |
| ------ | ---------------- | ------ |
| Heat 1 |                  |        |
| 1      | Harrie Lavreysen | –      |
| 2      | Robin Wagner     | –      |
| Heat 2 |                  |        |
| 1      | Daan Kool        | –      |
| 2      | Jeffrey Hoogland | –      |
| Heat 3 |                  |        |
| 1      | Sam Ligtlee      | –      |
| 2      | Tomáš Bábek      | –      |

| Pos. | Renner           | Punten |
| ---- | ---------------- | ------ |
| 1    | Harrie Lavreysen | 38     |
| 2    | Jeffrey Hoogland | 32     |
| 3    | Tomáš Bábek      | 23     |
| 4    | Daan Kool        | 19     |
| 5    | Sam Ligtlee      | 18     |
| 6    | Robin Wagner     | 17     |

| Pos.   | Renner           | Punten |
| ------ | ---------------- | ------ |
| Heat 1 |                  |        |
| 1      | Harrie Lavreysen | –      |
| 2      | Sam Ligtlee      | –      |
| 3      | Daan Kool        | –      |
| Heat 2 |                  |        |
| 1      | Jeffrey Hoogland | –      |
| 2      | Robin Wagner     | –      |
| 3      | Tomáš Bábek      | –      |

| Pos. | Renner           | Punten |
| ---- | ---------------- | ------ |
| 1    | Harrie Lavreysen | 38     |
| 2    | Jeffrey Hoogland | 32     |
| 3    | Tomáš Bábek      | 23     |
| 4    | Daan Kool        | 19     |
| 5    | Sam Ligtlee      | 18     |
| 6    | Robin Wagner     | 17     |

| Pos.   | Renner           | Punten |
| ------ | ---------------- | ------ |
| Heat 1 |                  |        |
| 1      | Daan Kool        | 4      |
| 2      | Tomáš Bábek      | 2      |
| Heat 2 |                  |        |
| 1      | Sam Ligtlee      | 8      |
| 2      | Robin Wagner     | 6      |
| Heat 3 |                  |        |
| 1      | Jeffrey Hoogland | 12     |
| 2      | Harrie Lavreysen | 10     |

| Pos. | Renner           | Punten |
| ---- | ---------------- | ------ |
| 1    | Harrie Lavreysen | 48     |
| 2    | Jeffrey Hoogland | 44     |
| 3    | Sam Ligtlee      | 26     |
| 4    | Tomáš Bábek      | 25     |
| 5    | Daan Kool        | 23     |
| 5    | Robin Wagner     | 23     |

#### Dag 4 – vrijdag 9 december
| Pos. | Renner           | Tijd         | Achter. | Km/h   | Punten |
| ---- | ---------------- | ------------ | ------- | ------ | ------ |
| 1    | Harrie Lavreysen | 00009,733 BR | –       | 73,975 | –      |
| 2    | Jeffrey Hoogland | 10,121       | 0,388   | 71,139 | –      |
| 3    | Sam Ligtlee      | 10,548       | 0,815   | 68,259 | –      |
| 4    | Daan Kool        | 10,686       | 0,953   | 67,378 | –      |
| 5    | Tomáš Bábek      | 10,757       | 1,102   | 66,933 | –      |
| 6    | Robin Wagner     | 10,808       | 1,107   | 66,617 | –      |

| Pos. | Renner           | Punten |
| ---- | ---------------- | ------ |
| 1    | Harrie Lavreysen | 48     |
| 2    | Jeffrey Hoogland | 44     |
| 3    | Sam Ligtlee      | 26     |
| 4    | Tomáš Bábek      | 25     |
| 5    | Daan Kool        | 23     |
| 5    | Robin Wagner     | 23     |

| Pos. | Renner           | Punten |
| ---- | ---------------- | ------ |
| 1    | Daan Kool        | 6      |
| 2    | Tomáš Bábek      | 5      |
| 3    | Harrie Lavreysen | 4      |
| 4    | Jeffrey Hoogland | 3      |
| 5    | Sam Ligtlee      | 2      |
| 6    | Robin Wagner     | 1      |

| Pos. | Renner           | Punten |
| ---- | ---------------- | ------ |
| 1    | Harrie Lavreysen | 52     |
| 2    | Jeffrey Hoogland | 47     |
| 3    | Tomáš Bábek      | 30     |
| 4    | Daan Kool        | 29     |
| 5    | Sam Ligtlee      | 28     |
| 6    | Robin Wagner     | 24     |

| Pos.   | Renner           | Punten |
| ------ | ---------------- | ------ |
| Heat 1 |                  |        |
| 1      | Robin Wagner     | –      |
| 2      | Harrie Lavreysen | –      |
| Heat 2 |                  |        |
| 1      | Jeffrey Hoogland | –      |
| 2      | Tomáš Bábek      | –      |
| Heat 3 |                  |        |
| 1      | Daan Kool        | –      |
| 2      | Sam Ligtlee      | –      |

| Pos. | Renner           | Punten |
| ---- | ---------------- | ------ |
| 1    | Harrie Lavreysen | 52     |
| 2    | Jeffrey Hoogland | 47     |
| 3    | Tomáš Bábek      | 30     |
| 4    | Daan Kool        | 29     |
| 5    | Sam Ligtlee      | 28     |
| 6    | Robin Wagner     | 24     |

| Pos.   | Renner           | Punten |
| ------ | ---------------- | ------ |
| Heat 1 |                  |        |
| 1      | Jeffrey Hoogland | –      |
| 2      | Robin Wagner     | –      |
| 3      | Daan Kool        | –      |
| Heat 2 |                  |        |
| 1      | Harrie Lavreysen | –      |
| 2      | Sam Ligtlee      | –      |
| 3      | Tomáš Bábek      | –      |

| Pos. | Renner           | Punten |
| ---- | ---------------- | ------ |
| 1    | Harrie Lavreysen | 52     |
| 2    | Jeffrey Hoogland | 47     |
| 3    | Tomáš Bábek      | 30     |
| 4    | Daan Kool        | 29     |
| 5    | Sam Ligtlee      | 28     |
| 6    | Robin Wagner     | 24     |

| Pos. | Renner           | Punten |
| ---- | ---------------- | ------ |
| 1    | Sam Ligtlee      | 6      |
| 2    | Harrie Lavreysen | 5      |
| 3    | Daan Kool        | 4      |
| 4    | Tomáš Bábek      | 3      |
| 5    | Jeffrey Hoogland | 2      |
| 6    | Robin Wagner     | 1      |

| Pos. | Renner           | Punten |
| ---- | ---------------- | ------ |
| 1    | Harrie Lavreysen | 57     |
| 2    | Jeffrey Hoogland | 49     |
| 3    | Sam Ligtlee      | 34     |
| 4    | Daan Kool        | 33     |
| 4    | Tomáš Bábek      | 33     |
| 6    | Robin Wagner     | 25     |

| Pos.   | Renner           | Punten |
| ------ | ---------------- | ------ |
| Heat 1 |                  |        |
| 1      | Tomáš Bábek      | 4      |
| 2      | Daan Kool        | 2      |
| Heat 2 |                  |        |
| 1      | Sam Ligtlee      | 8      |
| 2      | Robin Wagner     | 6      |
| Heat 3 |                  |        |
| 1      | Harrie Lavreysen | 12     |
| 2      | Jeffrey Hoogland | 10     |

| Pos. | Renner           | Punten |
| ---- | ---------------- | ------ |
| 1    | Harrie Lavreysen | 69     |
| 2    | Jeffrey Hoogland | 59     |
| 3    | Sam Ligtlee      | 42     |
| 4    | Tomáš Bábek      | 37     |
| 5    | Daan Kool        | 35     |
| 6    | Robin Wagner     | 31     |

#### Dag 5 – zaterdag 10 december
| Pos. | Renner           | Punten |
| ---- | ---------------- | ------ |
| 1    | Robin Wagner     | 6      |
| 2    | Tomáš Bábek      | 5      |
| 3    | Harrie Lavreysen | 4      |
| 4    | Daan Kool        | 3      |
| 5    | Sam Ligtlee      | 2      |
| 6    | Jeffrey Hoogland | 1      |

| Pos. | Renner           | Punten |
| ---- | ---------------- | ------ |
| 1    | Harrie Lavreysen | 73     |
| 2    | Jeffrey Hoogland | 60     |
| 3    | Sam Ligtlee      | 44     |
| 4    | Tomáš Bábek      | 42     |
| 5    | Daan Kool        | 38     |
| 6    | Robin Wagner     | 37     |

| Pos. | Renner           | Tijd   | Achter. | Km/h   | Punten |
| ---- | ---------------- | ------ | ------- | ------ | ------ |
| 1    | Harrie Lavreysen | 10,068 | –       | 71,514 | –      |
| 2    | Jeffrey Hoogland | 10,090 | 0,022   | 71,358 | –      |
| 3    | Sam Ligtlee      | 10,461 | 0,393   | 68,827 | –      |
| 4    | Robin Wagner     | 10,591 | 0,523   | 67,982 | –      |
| 5    | Daan Kool        | 10,669 | 0,601   | 67,485 | –      |
| 6    | Tomáš Bábek      | 10,719 | 0,651   | 67,170 | –      |

| Pos. | Renner           | Punten |
| ---- | ---------------- | ------ |
| 1    | Harrie Lavreysen | 73     |
| 2    | Jeffrey Hoogland | 60     |
| 3    | Sam Ligtlee      | 44     |
| 4    | Tomáš Bábek      | 42     |
| 5    | Daan Kool        | 38     |
| 6    | Robin Wagner     | 37     |

| Pos. | Renner           | Punten |
| ---- | ---------------- | ------ |
| 1    | Jeffrey Hoogland | 6      |
| 2    | Sam Ligtlee      | 5      |
| 3    | Daan Kool        | 4      |
| 4    | Harrie Lavreysen | 3      |
| 5    | Tomáš Bábek      | 2      |
| 6    | Robin Wagner     | 1      |

| Pos. | Renner           | Punten |
| ---- | ---------------- | ------ |
| 1    | Harrie Lavreysen | 76     |
| 2    | Jeffrey Hoogland | 66     |
| 3    | Sam Ligtlee      | 49     |
| 4    | Tomáš Bábek      | 44     |
| 5    | Daan Kool        | 42     |
| 6    | Robin Wagner     | 38     |

| Pos.   | Renner           | Punten |
| ------ | ---------------- | ------ |
| Heat 1 |                  |        |
| 1      | Harrie Lavreysen | –      |
| 2      | Tomáš Bábek      | –      |
| Heat 2 |                  |        |
| 1      | Daan Kool        | –      |
| 2      | Jeffrey Hoogland | –      |
| Heat 3 |                  |        |
| 1      | Sam Ligtlee      | –      |
| 2      | Robin Wagner     | –      |

| Pos. | Renner           | Punten |
| ---- | ---------------- | ------ |
| 1    | Harrie Lavreysen | 76     |
| 2    | Jeffrey Hoogland | 66     |
| 3    | Sam Ligtlee      | 49     |
| 4    | Tomáš Bábek      | 44     |
| 5    | Daan Kool        | 42     |
| 6    | Robin Wagner     | 38     |

| Pos.   | Renner           | Punten |
| ------ | ---------------- | ------ |
| Heat 1 |                  |        |
| 1      | Jeffrey Hoogland | –      |
| 2      | Robin Wagner     | –      |
| 3      | Tomáš Bábek      | –      |
| Heat 2 |                  |        |
| 1      | Harrie Lavreysen | –      |
| 2      | Sam Ligtlee      | –      |
| 3      | Daan Kool        | –      |

| Pos. | Renner           | Punten |
| ---- | ---------------- | ------ |
| 1    | Harrie Lavreysen | 76     |
| 2    | Jeffrey Hoogland | 66     |
| 3    | Sam Ligtlee      | 49     |
| 4    | Tomáš Bábek      | 44     |
| 5    | Daan Kool        | 42     |
| 6    | Robin Wagner     | 38     |

| Pos.   | Renner           | Punten |
| ------ | ---------------- | ------ |
| Heat 1 |                  |        |
| 1      | Daan Kool        | 4      |
| 2      | Tomáš Bábek      | 2      |
| Heat 2 |                  |        |
| 1      | Sam Ligtlee      | 8      |
| 2      | Robin Wagner     | 6      |
| Heat 3 |                  |        |
| 1      | Harrie Lavreysen | 12     |
| 2      | Jeffrey Hoogland | 10     |

| Pos. | Renner           | Punten |
| ---- | ---------------- | ------ |
| 1    | Harrie Lavreysen | 88     |
| 2    | Jeffrey Hoogland | 76     |
| 3    | Sam Ligtlee      | 57     |
| 4    | Daan Kool        | 46     |
| 4    | Tomáš Bábek      | 46     |
| 6    | Robin Wagner     | 44     |

#### Dag 6 – zondag 11 december
| Pos. | Renner           | Tijd   | Achter. | Km/h   | Punten |
| ---- | ---------------- | ------ | ------- | ------ | ------ |
| 1    | Harrie Lavreysen | 10,122 | –       | 71,132 | –      |
| 2    | Jeffrey Hoogland | 10,240 | 0,118   | 70,312 | –      |
| 3    | Sam Ligtlee      | 10,495 | 0,373   | 68,604 | –      |
| 4    | Tomáš Bábek      | 10,585 | 0,463   | 68,021 | –      |
| 5    | Robin Wagner     | 10,692 | 0,570   | 67,340 | –      |
| 6    | Daan Kool        | 10,693 | 0,571   | 67,334 | –      |

| Pos. | Renner           | Punten |
| ---- | ---------------- | ------ |
| 1    | Harrie Lavreysen | 88     |
| 2    | Jeffrey Hoogland | 76     |
| 3    | Sam Ligtlee      | 57     |
| 4    | Daan Kool        | 46     |
| 4    | Tomáš Bábek      | 46     |
| 6    | Robin Wagner     | 44     |

| Pos. | Renner           | Punten |
| ---- | ---------------- | ------ |
| 1    | Tomáš Bábek      | 6      |
| 2    | Jeffrey Hoogland | 5      |
| 3    | Robin Wagner     | 4      |
| 4    | Harrie Lavreysen | 3      |
| 5    | Daan Kool        | 2      |
| 6    | Sam Ligtlee      | 1      |

| Pos. | Renner           | Punten |
| ---- | ---------------- | ------ |
| 1    | Harrie Lavreysen | 91     |
| 2    | Jeffrey Hoogland | 81     |
| 3    | Sam Ligtlee      | 58     |
| 4    | Tomáš Bábek      | 52     |
| 5    | Daan Kool        | 48     |
| 5    | Robin Wagner     | 48     |

| Pos.   | Renner           | Punten |
| ------ | ---------------- | ------ |
| Heat 1 |                  |        |
| 1      | Harrie Lavreysen | –      |
| 2      | Tomáš Bábek      | –      |
| 3      | Sam Ligtlee      | –      |
| Heat 2 |                  |        |
| 1      | Jeffrey Hoogland | –      |
| 2      | Robin Wagner     | –      |
| 3      | Daan Kool        | –      |

| Pos. | Renner           | Punten |
| ---- | ---------------- | ------ |
| 1    | Harrie Lavreysen | 91     |
| 2    | Jeffrey Hoogland | 81     |
| 3    | Sam Ligtlee      | 58     |
| 4    | Tomáš Bábek      | 52     |
| 5    | Daan Kool        | 48     |
| 5    | Robin Wagner     | 48     |

| Pos.   | Renner           | Punten |
| ------ | ---------------- | ------ |
| Heat 1 |                  |        |
| 1      | Sam Ligtlee      | 4      |
| 2      | Daan Kool        | 2      |
| Heat 2 |                  |        |
| 1      | Robin Wagner     | 8      |
| 2      | Tomáš Bábek      | 6      |
| Heat 3 |                  |        |
| 1      | Jeffrey Hoogland | 12     |
| 2      | Harrie Lavreysen | 10     |

| Pos. | Renner           | Punten |
| ---- | ---------------- | ------ |
| 1    | Harrie Lavreysen | 101    |
| 2    | Jeffrey Hoogland | 93     |
| 3    | Sam Ligtlee      | 62     |
| 4    | Tomáš Bábek      | 58     |
| 5    | Daan Kool        | 56     |
| 6    | Robin Wagner     | 50     |

### Talent Cup – mannen beloften

#### Dag 1 – dinsdag 6 december
| Pos. | Renner            | Punten |
| ---- | ----------------- | ------ |
| 1    | Damien Fortis     | 20     |
| 2    | Clément Petit     | 12     |
| 3    | Elmar Abma        | 10     |
| 4    | Jack Brough       | 8      |
| 5    | Nicolas Hamon     | 6      |
| 6    | Arthur Senrame    | 4      |
| 7    | Justin de Hart    | –      |
| 8    | Serginho Wilshaus | –      |
| 9    | Noel Luijten      | –      |
| 10   | Marijn Dingemans  | –      |
| 11   | Robin Ruhe        | –      |
| 12   | Serginho Wilshaus | –      |
| 13   | Ravi Raadgers     | –      |

| Pos. | Renner           | Sprintpunten | Sprintpunten | Sprintpunten | Sprintpunten | Sprintpunten | Sprintptn | Finish | Rondeptn | Totaal | Punten |
| Pos. | Renner           | 1            | 2            | 3            | 4            | 5            | Sprintptn | Finish | Rondeptn | Totaal | Punten |
| ---- | ---------------- | ------------ | ------------ | ------------ | ------------ | ------------ | --------- | ------ | -------- | ------ | ------ |
| 1    | Peter Moore      |              | 5            | 5            | 3            |              | 13        | 5      | 0        | 13     | 20     |
| 2    | Sten Verzijl     | 1            | 2            | 1            | 1            | 6            | 11        | 2      | 0        | 11     | 12     |
| 3    | Constantin Lohse |              |              |              |              | 10           | 10        | 1      | 0        | 10     | 10     |
| 4    | Joshua Giddings  |              |              | 2            | 5            | 2            | 9         | 4      | 0        | 9      | 8      |
| 5    | Marius Macé      | 3            |              |              |              | 4            | 7         | 3      | 0        | 7      | 6      |
| 6    | Justus Willemsen |              | 3            | 3            |              |              | 6         | 8      | 0        | 6      | 4      |
| 7    | Justin Weder     | 2            |              |              | 2            |              | 4         | 9      | 0        | 4      | –      |
| 8    | Jens Pronk       |              | 1            |              |              |              | 1         | 10     | 0        | 1      | –      |
| 9    | Maurits Neele    |              |              |              |              |              | 0         | 6      | 0        | 0      | –      |
| 10   | Maxime Duba      |              |              |              |              |              | 0         | 7      | 0        | 0      | –      |
| 11   | Nelson Peetoom   | 5            |              |              |              |              | 5         | 11     | -20      | -15    | –      |
| 12   | Sal Meijers      |              |              |              |              |              | 0         | 12     | -40      | -40    | –      |
| 13   | Wouter Hopmans   |              |              |              |              |              | 0         | 13     | -60      | -60    | –      |

#### Dag 2 – woensdag 7 december
| Pos. | Renner           | Punten |
| ---- | ---------------- | ------ |
| 1    | Justus Willemsen | 20     |
| 2    | Peter Moore      | 12     |
| 3    | Joshua Giddings  | 10     |
| 4    | Marius Macé      | 8      |
| 5    | Sten Verzijl     | 6      |
| 6    | Nelson Peetoom   | 4      |
| 7    | Constantin Lohse | –      |
| 8    | Justin Weder     | –      |
| 9    | Maurits Neele    | –      |
| 10   | Maxime Duba      | –      |
| 11   | Jens Pronk       | –      |
| 12   | Sal Meijers      | –      |
| 13   | Wouter Hopmans   | –      |

| Pos. | Renner           | Sprintpunten | Sprintpunten | Sprintpunten | Sprintpunten | Sprintpunten | Sprintptn | Finish | Rondeptn | Totaal | Punten |
| Pos. | Renner           | 1            | 2            | 3            | 4            | 5            | Sprintptn | Finish | Rondeptn | Totaal | Punten |
| ---- | ---------------- | ------------ | ------------ | ------------ | ------------ | ------------ | --------- | ------ | -------- | ------ | ------ |
| 1    | Joshua Giddings  | 1            | 1            | 1            | 1            | 10           | 14        | 1      | 0        | 14     | 20     |
| 2    | Peter Moore      |              |              | 5            |              | 4            | 9         | 3      | 0        | 9      | 12     |
| 3    | Justus Willemsen |              |              | 3            | 5            |              | 8         | 5      | 0        | 8      | 10     |
| 4    | Justin Weder     | 5            |              |              |              | 2            | 7         | 4      | 0        | 7      | 8      |
| 5    | Wouter Hopmans   |              |              |              |              | 6            | 6         | 2      | 0        | 6      | 6      |
| 6    | Nelson Peetoom   | 3            |              |              | 3            |              | 6         | 8      | 0        | 6      | 4      |
| 7    | Marius Macé      |              | 2            | 2            | 2            |              | 6         | 10     | 0        | 6      | –      |
| 8    | Constantin Lohse |              | 5            |              |              |              | 5         | 10     | 0        | 5      | –      |
| 9    | Sten Verzijl     |              | 3            |              |              |              | 3         | 9      | 0        | 3      | –      |
| 10   | Maxime Duba      | 2            |              |              |              |              | 2         | 7      | 0        | 2      | –      |
| 11   | Maurits Neele    |              |              |              |              |              | 0         | 13     | 0        | 0      | –      |
| 12   | Jens Pronk       |              |              |              |              |              | 0         | 6      | -20      | -20    | –      |
| 13   | Sal Meijers      |              |              |              |              |              | 0         | 12     | -20      | -20    | –      |

#### Dag 3 – donderdag 8 december
| Pos. | Renners                         | Ronden | Finish | Punten |
| ---- | ------------------------------- | ------ | ------ | ------ |
| 1    | Jack Brough Joshua Giddings     | 0      | 1      | 20     |
| 2    | Marius Macé Clément Petit       | 0      | 2      | 12     |
| 3    | Peter Moore Nicolas Hamon       | 0      | 4      | 10     |
| 4    | Justus Willemsen Elmar Abma     | 0      | 5      | 8      |
| 5    | Jens Pronk Serginho Wilshaus    | 0      | 6      | 6      |
| 6    | Maurits Neele Marijn Dingemans  | 0      | 7      | 4      |
| 7    | Nelson Peetoom Arthur Senrame   | 1      | 3      | –      |
| 8    | Justin Weder Damien Fortis      | 1      | 11     | –      |
| 9    | Maxime Duba Justin de Hart      | 2      | 8      | –      |
| 10   | Sten Verzijl Xander van Straten | 2      | 9      | –      |
| 11   | Constantin Lohse Robin Ruhe     | 2      | 10     | –      |
| 12   | Sal Meijers Ravi Raadgers       | 10     | 12     | –      |

#### Dag 4 – vrijdag 9 december
| Pos. | Renners                         | Ronden | Finish | Punten |
| ---- | ------------------------------- | ------ | ------ | ------ |
| 1    | Peter Moore Nicolas Hamon       | 0      | 1      | 20     |
| 2    | Justus Willemsen Elmar Abma     | 0      | 2      | 12     |
| 3    | Jens Pronk Serginho Wilshaus    | 0      | 4      | 10     |
| 4    | Marius Macé Clément Petit       | 0      | 10     | 8      |
| 5    | Jack Brough Joshua Giddings     | 0      | 11     | 6      |
| 6    | Nelson Peetoom Arthur Senrame   | 1      | 6      | 4      |
| 7    | Maurits Neele Marijn Dingemans  | 1      | 8      | –      |
| 8    | Constantin Lohse Robin Ruhe     | 1      | 9      | –      |
| 9    | Sten Verzijl Xander van Straten | 2      | 3      | –      |
| 10   | Justin Weder Damien Fortis      | 2      | 5      | –      |
| 11   | Maxime Duba Justin de Hart      | 2      | 7      | –      |
| 12   | Sal Meijers Ravi Raadgers       | 8      | 12     | –      |

#### Dag 5 – zaterdag 10 december
| Pos. | Renners                         | Subtotaal | Sprintpunten | Sprintpunten | Sprintpunten | Sprintpunten | Sprintpunten | Sprintptn | Ronden | Totale punten |
| Pos. | Renners                         | Subtotaal | 1            | 2            | 3            | 4            | 5            | Sprintptn | Ronden | Totale punten |
| ---- | ------------------------------- | --------- | ------------ | ------------ | ------------ | ------------ | ------------ | --------- | ------ | ------------- |
| 1    | Peter Moore Nicolas Hamon       | 80        | 6            | 4            | 2            | 10           | 4            | 26        | 0      | 106           |
| 2    | Justus Willemsen Elmar Abma     | 64        | 4            | 2            | 6            | 6            | 2            | 20        | 0      | 84            |
| 3    | Jack Brough Clement Petit       | 59        | 10           | 10           | 10           | 2            | 10           | 42        | 1      | 101           |
| 4    | Jens Pronk Serginho Wilshaus    | 16        |              |              | 4            | 4            |              | 8         | 1      | 24            |
| 5    | Nelson Peetoom Arthur Senrame   | 12        |              |              |              |              | 6            | 6         | 2      | 18            |
| 6    | Maurits Neele Marijn Dingemans  | 4         |              |              |              |              |              | 0         | 2      | 4             |
| 7    | Sten Verzijl Xander van Straten | 18        |              |              |              |              |              | 0         | 5      | 18            |
| 8    | Constantin Lohse Robin Ruhe     | 10        | 2            | 6            |              |              |              | 8         | 5      | 18            |
| 9    | Maxime Duba Justin de Hart      | –         |              |              |              |              |              | 0         | 5      | 0             |
| 10   | Justin Weder Damien Fortis      | 28        |              |              |              |              |              | 0         | 6      | 28            |
| 11   | Sal Meijers Ravi Raadgers       | –         |              |              |              |              |              | 0         | 24     | 0             |

### Derny Cup – vrouwen elite

#### Dag 4 – vrijdag 9 december
| Pos. | Renster            | Gangmaker       | Punten |
| ---- | ------------------ | --------------- | ------ |
| 1    | Eline van Rooijen  | Erik Schoefs    | –      |
| 2    | Tessa Dijksman     | Jos Pronk       | –      |
| 3    | Nina Maathuis      | Herman Bakker   | –      |
| 4    | Nienke Dullemond   | Ron Zijlaard    | –      |
| 5    | Yuli van der Molen | Peter Möhlmann  | –      |
| 6    | Juliet Eickhof     | Peter Bauerlein | –      |

#### Dag 6 – zondag 11 december
| Pos. | Renster              | Gangmaker       | Punten |
| ---- | -------------------- | --------------- | ------ |
| 1    | Babette van der Wolf | Jos Pronk       | –      |
| 2    | Yuli van der Molen   | Ron Zijlaard    | –      |
| 3    | Tessa Dijksman       | Erik Schoefs    | –      |
| 4    | Juliet Eickhof       | Peter Möhlmann  | –      |
| 5    | Eline van Rooijen    | Peter Bauerlein | –      |
| 6    | Yilla Threels        | Herman Bakker   | –      |

### Nieuwelingen – jongens

#### Dag 5 – zaterdag 10 december
| Pos. | Renner             | Punten |
| ---- | ------------------ | ------ |
| 1    | Max de Lincel      | 40     |
| 2    | Quint Segboer      | 38     |
| 3    | Rymer Rooks        | 36     |
| 4    | Tyler Eyk          | 34     |
| 5    | Lucas Demuyt       | 32     |
| 6    | Cyriel Hooghwerff  | 30     |
| 7    | Bodhi Klein        | 28     |
| 8    | Kaj Zielstra       | 26     |
| 9    | Pascal Cutler      | 24     |
| 10   | Kaj van Niekerk    | 22     |
| 11   | Tijs Witte         | 20     |
| 12   | Mees Bassa         | 18     |
| 13   | Thom Wensink       | 16     |
| 14   | Jules van Neer     | 14     |
| 15   | Merijn Schinkel    | 12     |
| 16   | Michiel Fuite      | 10     |
| 17   | Karsten Doorn      | 8      |
| 18   | Dico van Os        | 6      |
| 19   | Victor Kroesbergen | 4      |

| Pos. | Renner             | Gewonnen sprint            | Finish | Sprintptn | Rondenptn | Totaal | Punten |
| ---- | ------------------ | -------------------------- | ------ | --------- | --------- | ------ | ------ |
| 1    | Cyriel Hooghwerff  | 11,12,13,14,15,16,17,18,19 | 16     | 9         | 0         | 9      | 40     |
| 2    | Lucas Demuyt       | 6,7,8,9,10                 | 7      | 5         | 0         | 5      | 38     |
| 3    | Pascal Cutler      | 4,5                        | 6      | 2         | 0         | 2      | 36     |
| 4    | Merijn Schinkel    | 2,3                        | 19     | 2         | 0         | 2      | 34     |
| 5    | Tyler Eyk          | 21                         | 1      | 1         | 0         | 1      | 32     |
| 6    | Quint Segboer      | 20                         | 5      | 1         | 0         | 1      | 30     |
| 7    | Max de Lincel      |                            | 2      | 0         | 0         | 0      | 28     |
| 8    | Bodhi Klein        |                            | 3      | 0         | 0         | 0      | 26     |
| 9    | Rymer Rooks        |                            | 4      | 0         | 0         | 0      | 24     |
| 10   | Kaj Zielstra       |                            | 8      | 0         | 0         | 0      | 22     |
| 11   | Karsten Doorn      |                            | 9      | 0         | 0         | 0      | 20     |
| 12   | Jules van Neer     |                            | 10     | 0         | 0         | 0      | 18     |
| 13   | Mees Bassa         |                            | 11     | 0         | 0         | 0      | 16     |
| 14   | Thom Wensink       |                            | 12     | 0         | 0         | 0      | 14     |
| 15   | Kaj van Niekerk    |                            | 14     | 0         | 0         | 0      | 12     |
| 16   | Michiel Fuite      |                            | 15     | 0         | 0         | 0      | 10     |
| 17   | Tijs Witte         |                            | 17     | 0         | 0         | 0      | 8      |
| 18   | Dico van Os        | 1                          | 13     | 1         | -20       | -19    | 6      |
| 19   | Victor Kroesbergen |                            | 18     | 0         | -60       | -60    | 4      |

| Pos. | Renner             | Subtotaal | Sprintpunten | Sprintpunten | Sprintpunten | Sprintpunten | Sprintpunten | Sprintptn | Finish | Rondeptn | Totale punten |
| Pos. | Renner             | Subtotaal | 1            | 2            | 3            | 4            | 5            | Sprintptn | Finish | Rondeptn | Totale punten |
| ---- | ------------------ | --------- | ------------ | ------------ | ------------ | ------------ | ------------ | --------- | ------ | -------- | ------------- |
| 1    | Max de Lincel      | 68        | 3            |              |              | 5            | 4            | 12        | 3      | 0        | 80            |
| 2    | Quint Segboer      | 68        | 2            |              |              | 2            | 6            | 10        | 2      | 0        | 78            |
| 3    | Tyler Eyk          | 66        | 1            |              |              |              | 10           | 11        | 1      | 0        | 77            |
| 4    | Lucas Demuyt       | 70        |              |              |              | 1            | 2            | 3         | 4      | 0        | 73            |
| 5    | Cyriel Hooghwerff  | 70        |              |              |              |              |              | 0         | 7      | 0        | 70            |
| 6    | Rymer Rooks        | 60        | 5            |              |              | 3            |              | 8         | 9      | 0        | 68            |
| 7    | Pascal Cutler      | 60        |              | 3            |              |              |              | 3         | 15     | 0        | 63            |
| 8    | Mees Bassa         | 34        |              | 5            | 1            |              |              | 6         | 17     | 20       | 60            |
| 9    | Kaj van Niekerk    | 34        |              | 1            | 3            |              |              | 4         | 13     | 20       | 58            |
| 10   | Jules van Neer     | 32        |              |              | 5            |              |              | 5         | 11     | 20       | 57            |
| 11   | Bodhi Klein        | 54        |              |              |              |              |              | 0         | 5      | 0        | 54            |
| 12   | Tijs Witte         | 28        |              | 2            | 2            |              |              | 4         | 14     | 20       | 52            |
| 13   | Kaj Zielstra       | 48        |              |              |              |              |              | 0         | 10     | 0        | 48            |
| 14   | Merijn Schinkel    | 46        |              |              |              |              |              | 0         | 12     | 0        | 46            |
| 15   | Thom Wensink       | 30        |              |              |              |              |              | 0         | 8      | 0        | 30            |
| 16   | Karsten Doorn      | 28        |              |              |              |              |              | 0         | 6      | 0        | 28            |
| 17   | Michiel Fuite      | 20        |              |              |              |              |              | 0         | 16     | 0        | 20            |
| 18   | Dico van Os        | 12        |              |              |              |              |              | 0         | 18     | 0        | 12            |
| 19   | Victor Kroesbergen | 8         |              |              |              |              |              | 0         | 19     | -100     | -92           |

### Nieuwelingen – meisjes

#### Dag 5 – zaterdag 10 december
| Pos. | Renster               | Punten |
| ---- | --------------------- | ------ |
| 1    | Britt Jeucken         | 40     |
| 2    | Zara Ansems           | 38     |
| 3    | Imke Menting          | 36     |
| 4    | Amy Grosz             | 34     |
| 5    | Indy van Velzen       | 32     |
| 6    | Emma Sophie Nielsen   | 30     |
| 7    | Claudia Leusink       | 28     |
| 8    | Lieke Kluin           | 26     |
| 9    | Lotte van Merriënboer | 24     |
| 10   | Carmen van 't Hof     | 22     |
| 11   | Anke Verhoeven        | 20     |
| 12   | Akira Koolbergen      | 18     |
| 13   | Florentine van Eerp   | 16     |
| 14   | Hanne Stukker         | 14     |
| 15   | Dion Doorn            | 12     |
| 16   | Jil Koot              | 10     |
| 17   | Linn Bertentsen       | 8      |
| 18   | Dominique Heinsmans   | 6      |
| 19   | Lara Rozenveld        | 4      |

| Pos. | Renster               | Gewonnen sprint              | Finish | Sprintptn | Rondenptn | Totaal | Punten |
| ---- | --------------------- | ---------------------------- | ------ | --------- | --------- | ------ | ------ |
| 1    | Imke Menting          | 2,3,6,9,14,15,16,17,18,20,21 | 1      | 11        | 0         | 11     | 40     |
| 2    | Britt Jeucken         | 4,5,10,11                    | 4      | 4         | 0         | 4      | 38     |
| 3    | Amy Grosz             | 12,13,19                     | 3      | 3         | 0         | 3      | 36     |
| 4    | Zara Ansems           | 7,8                          | 11     | 2         | 0         | 2      | 34     |
| 5    | Anke Verhoeven        | 1                            | 15     | 1         | 0         | 1      | 32     |
| 6    | Akira Koolbergen      |                              | 2      | 0         | 0         | 0      | 30     |
| 7    | Indy van Velzen       |                              | 5      | 0         | 0         | 0      | 28     |
| 8    | Dion Doorn            |                              | 6      | 0         | 0         | 0      | 26     |
| 9    | Lotte van Merriënboer |                              | 7      | 0         | 0         | 0      | 24     |
| 10   | Lieke Kluin           |                              | 8      | 0         | 0         | 0      | 22     |
| 11   | Carmen van 't Hof     |                              | 9      | 0         | 0         | 0      | 20     |
| 12   | Claudia Leusink       |                              | 10     | 0         | 0         | 0      | 18     |
| 13   | Florentine van Eerp   |                              | 12     | 0         | 0         | 0      | 16     |
| 14   | Jil Koot              |                              | 13     | 0         | 0         | 0      | 14     |
| 15   | Hanne Stukker         |                              | 14     | 0         | 0         | 0      | 12     |
| 16   | Emma Sophie Nielsen   |                              | 16     | 0         | 0         | 0      | 10     |
| 17   | Linn Bertentsen       |                              | 17     | 0         | -20       | -20    | 8      |
| 18   | Lara Rozenveld        |                              | 18     | 0         | -40       | -40    | 6      |
| 19   | Dominique Heinsmans   |                              | 19     | 0         | -40       | -40    | 4      |

| Pos. | Renster               | Subtotaal | Sprintpunten | Sprintpunten | Sprintpunten | Sprintpunten | Sprintpunten | Sprintptn | Finish | Rondeptn | Totale punten |
| Pos. | Renster               | Subtotaal | 1            | 2            | 3            | 4            | 5            | Sprintptn | Finish | Rondeptn | Totale punten |
| ---- | --------------------- | --------- | ------------ | ------------ | ------------ | ------------ | ------------ | --------- | ------ | -------- | ------------- |
| 1    | Imke Menting          | 76        | 3            | 5            | 2            | 5            | 4            | 19        | 3      | 0        | 95            |
| 2    | Britt Jeucken         | 78        |              | 1            |              | 2            | 10           | 13        | 1      | 0        | 91            |
| 3    | Zara Ansems           | 72        | 2            |              | 5            |              |              | 7         | 9      | 0        | 79            |
| 4    | Indy van Velzen       | 60        | 1            | 2            | 1            | 3            | 6            | 13        | 2      | 0        | 73            |
| 5    | Amy Grosz             | 70        |              |              |              |              | 2            | 2         | 4      | 0        | 72            |
| 6    | Claudia Leusink       | 46        | 5            | 3            |              |              |              | 8         | 8      | 0        | 54            |
| 7    | Anke Verhoeven        | 52        |              |              |              |              |              | 0         | 12     | 0        | 52            |
| 8    | Akira Koolbergen      | 48        |              |              |              | 1            |              | 1         | 10     | 0        | 49            |
| 9    | Lotte van Merriënboer | 48        |              |              |              |              |              | 0         | 5      | 0        | 48            |
| 10   | Carmen van 't Hof     | 42        |              |              |              |              |              | 0         | 6      | 0        | 42            |
| 11   | Emma Sophie Nielsen   | 40        |              |              |              |              |              | 0         | 14     | 0        | 40            |
| 12   | Dion Doorn            | 38        |              |              |              |              |              | 0         | 7      | 0        | 38            |
| 13   | Florentine van Eerp   | 32        |              |              |              |              |              | 0         | 15     | 0        | 32            |
| 14   | Lieke Kluin           | 48        |              | 3            |              |              |              | 3         | 18     | -20      | 31            |
| 15   | Hanne Stukker         | 26        |              |              |              |              |              | 0         | 13     | 0        | 26            |
| 16   | Jil Koot              | 24        |              |              |              |              |              | 0         | 11     | 0        | 24            |
| 17   | Linn Bertentsen       | 16        |              |              |              |              |              | 0         | 17     | 0        | 16            |
| 18   | Dominique Heinsmans   | 10        |              |              |              |              |              | 0         | 16     | -40      | -30           |
| 19   | Lara Rozenveld        | 10        |              |              |              |              |              | 0         | 19     | -40      | -30           |

## Statistieken

### Zesdaagse – mannen elite

#### Verloop gewonnen-verloren ronden
| Pos.                | Renners                             | Koppelkoers                      | Koppelkoers                      | Koppelkoers                      | Koppelkoers                      | Koppelkoers                      | Koppelkoers                      | Koppelkoers                      | Koppelkoers                      | Koppelkoers | Koppelkoers | Koppelkoers | Bonusronden (per 100 pnt) | Eindstand (ronden) |
| Pos.                | Renners                             | 06-12 (1)                        | 06-12 (2)                        | 07-12 (1)                        | 07-12 (2)                        | 08-12 (1)                        | 08-12 (2)                        | 09-12                            | 10-12 (1)                        | 10-12 (2)   | 11-12 (1)   | 11-12 (2)   | Bonusronden (per 100 pnt) | Eindstand (ronden) |
| ------------------- | ----------------------------------- | -------------------------------- | -------------------------------- | -------------------------------- | -------------------------------- | -------------------------------- | -------------------------------- | -------------------------------- | -------------------------------- | ----------- | ----------- | ----------- | ------------------------- | ------------------ |
| 1                   | Niki Terpstra Yoeri Havik           | 0                                | 0                                | 1                                | 0                                | 1                                | 1                                | 0                                | 0                                | 0           | 1           | 0           | -3                        | 0                  |
| 2                   | Lindsay De Vylder Jules Hesters     | 0                                | 0                                | 1                                | 0                                | 1                                | 0                                | 0                                | 0                                | 1           | 1           | 1           | -3                        | 1                  |
| 3                   | Elia Viviani Vincent Hoppezak       | 0                                | 0                                | 1                                | 0                                | 1                                | 0                                | 0                                | 0                                | 1           | 1           | 1           | -3                        | 1                  |
| 4                   | Roger Kluge Cees Bol                | 0                                | 0                                | 0                                | 1                                | 0                                | 1                                | 1                                | 0                                | 2           | 0           | 1           | -3                        | 2                  |
| 5                   | Philip Heijnen Tim Torn Teutenberg  | 0                                | 1                                | 0                                | 1                                | 0                                | 1                                | 1                                | 0                                | 1           | 1           | 1           | -3                        | 3                  |
| 6                   | Matias Malmberg Sebastián Mora      | Was aanvankelijk nog geen koppel | Was aanvankelijk nog geen koppel | Was aanvankelijk nog geen koppel | Was aanvankelijk nog geen koppel | Was aanvankelijk nog geen koppel | Was aanvankelijk nog geen koppel | Was aanvankelijk nog geen koppel | Was aanvankelijk nog geen koppel | 1           | –           | 1           | -1                        | 11                 |
| 7                   | Theo Reinhardt Moritz Malcharek     | 0                                | 1                                | 0                                | 2                                | 1                                | 3                                | 4                                | 1                                | 4           | 2           | 5           | 0                         | 21                 |
| 8                   | Bartosz Rudyk Wojciech Pszczolarski | 1                                | 3                                | 1                                | 1                                | 1                                | 2                                | 4                                | 1                                | 4           | 2           | 4           | -1                        | 22                 |
| 9                   | Tuur Dens Louis Pijourlet           | 2                                | 2                                | 2                                | 3                                | 1                                | 2                                | 4                                | 1                                | 4           | 2           | 4           | -1                        | 25                 |
| 10                  | Denis Rugovac Matteo Donegà         | 1                                | 2                                | 1                                | 2                                | 2                                | 2                                | 4                                | 2                                | 4           | 2           | 4           | 0                         | 25                 |
| 11                  | Lukas Rüegg Milan Van Den Haute     | 2                                | 4                                | 3                                | 4                                | 3                                | 4                                | 7                                | 3                                | 4           | 3           | 7           | -1                        | 43                 |
| 12                  | Mel van der Veekens Raymond Kreder  | 1                                | 4                                | DNS (3)                          | DNS (4)                          | 2                                | 5                                | 8                                | 5                                | 5           | 4           | 6           | 0                         | 46                 |
| Uitgevallen koppels |                                     |                                  |                                  |                                  |                                  |                                  |                                  |                                  |                                  |             |             |             |                           |                    |
| –                   | Claudio Imhof Sebastián Mora        | 0                                | 1                                | 0                                | 1                                | 0                                | 2                                | DNS                              | DNS                              | –           | 1           | –           | –                         | –                  |
| –                   | Matias Malmberg Marc Hester         | 2                                | 4                                | 3                                | 3                                | 2                                | 6                                | 9                                | 6                                | –           | 4           | –           | –                         | –                  |

#### Winnaars per onderdeel
| Datum                     | Koppelonderdelen                   | Koppelonderdelen                | Koppelonderdelen              | Koppelonderdelen                | Koppelonderdelen                    |
| Datum                     | Koppelkoers kort                   | Koppel- afvalling               | 200m tijdrit                  | Koppelkoers XL                  | Supersprint                         |
| ------------------------- | ---------------------------------- | ------------------------------- | ----------------------------- | ------------------------------- | ----------------------------------- |
| Dinsdag 6 december 2022   | Niki Terpstra Yoeri Havik          | Elia Viviani Vincent Hoppezak   | Tuur Dens Louis Pijourlet     | Niki Terpstra Yoeri Havik       | Niki Terpstra Yoeri Havik           |
| Woensdag 7 december 2022  | Claudio Imhof Sebastián Mora       | Niki Terpstra Yoeri Havik       | Matias Malmberg Marc Hester   | Elia Viviani Vincent Hoppezak   | Roger Kluge Cees Bol                |
| Donderdag 8 december 2022 | Philip Heijnen Tim Torn Teutenberg | Niki Terpstra Yoeri Havik       | Elia Viviani Vincent Hoppezak | Lindsay De Vylder Jules Hesters | Philip Heijnen Tim Torn Teutenberg  |
| Vrijdag 9 december 2022   | –                                  | Niki Terpstra Yoeri Havik       | Matias Malmberg Marc Hester   | Elia Viviani Vincent Hoppezak   | Philip Heijnen Tim Torn Teutenberg  |
|                           |                                    |                                 | 400m tijdrit                  |                                 |                                     |
| Zaterdag 10 december 2022 | Roger Kluge Cees Bol               | Lindsay De Vylder Jules Hesters | Elia Viviani Vincent Hoppezak | Niki Terpstra Yoeri Havik       | Bartosz Rudyk Wojciech Pszczolarski |
| Zondag 11 december 2022   | Roger Kluge Cees Bol               | Lukas Rüegg Milan Van Den Haute | Tuur Dens Louis Pijourlet     | Niki Terpstra Yoeri Havik       | –                                   |

| Datum                     | Individuele onderdelen | Individuele onderdelen | Individuele onderdelen | Individuele onderdelen |
| Datum                     | Derny 1                | Afvalkoers             | Derny 2                | Scratch                |
| ------------------------- | ---------------------- | ---------------------- | ---------------------- | ---------------------- |
| Dinsdag 6 december 2022   | Claudio Imhof          | Yoeri Havik            | Philip Heijnen         | –                      |
| Woensdag 7 december 2022  | Yoeri Havik            | Lindsay De Vylder      | Tim Torn Teutenberg    | –                      |
| Donderdag 8 december 2022 | Roger Kluge            | Vincent Hoppezak       | Philip Heijnen         | –                      |
| Vrijdag 9 december 2022   | Yoeri Havik            | Tuur Dens              | Milan Van Den Haute    | Lukas Rüegg            |
| Zaterdag 10 december 2022 | Philip Heijnen         | Milan Van Den Haute    | Lindsay De Vylder      | Sebastián Mora         |
| Zondag 11 december 2022   | Philip Heijnen         | –                      | –                      | –                      |

### Sprint Cup

#### Winnaars per onderdeel
| Datum                     | Keirin (1)       | Keirin (2)       | Sprint                | Sprint           |
| Datum                     | Keirin (1)       | Keirin (2)       | Kwalificatie 200 m    | Finale           |
| ------------------------- | ---------------- | ---------------- | --------------------- | ---------------- |
| Dinsdag 6 december 2022   | Sam Ligtlee      | –                | Harrie Lavreysen      | Harrie Lavreysen |
| Woensdag 7 december 2022  | Tomáš Bábek      | –                | Harrie Lavreysen      | Harrie Lavreysen |
| Donderdag 8 december 2022 | Harrie Lavreysen | –                | Harrie Lavreysen      | Jeffrey Hoogland |
| Vrijdag 9 december 2022   | Daan Kool        | Sam Ligtlee      | Harrie Lavreysen (BR) | Harrie Lavreysen |
| Zaterdag 10 december 2022 | Robin Wagner     | Jeffrey Hoogland | Harrie Lavreysen      | Harrie Lavreysen |
| Zondag 11 december 2022   | Tomáš Bábek      | –                | Harrie Lavreysen      | Jeffrey Hoogland |

## Reglementen

### Algemeen klassement
Elk onderdeel telt even zwaar mee qua punten, zowel bij de teamonderdelen als de individuele nummers. Win een team of individuele renner een onderdeel dan wint het team 20 punten. Nummer twee pakt 12 punten, nummer drie 10 punten en voor vier t/m zes zijn er respectievelijk 8, 6 en 4 punten. Alleen tijdens de koppelkoers zijn er bonuspunten te verdienen (10 punten) voor de winnaar van de gouden (tussen)sprint. Telkens als een koppel 100 punten haalt, verdient het een bonusronde. Want 'ronden voorsprong' zijn en blijven belangrijker dan punten. Aan het einde van de dag wordt het tweetal dat dan bovenaan het algemeen klassement staat gehuldigd met een gele trui. Het koppel dat aan het einde van de Wooning Zesdaagse de meeste ronden voorsprong heeft (en de meeste punten), wint de Zesdaagse.

### Onderdelen

#### Koppelkoers
Het doel van de koppelkoers is rondes voorsprong nemen op de concurrentie en extra punten scoren tijdens de tussensprints. Een koppelkoers heeft geen vaste lengte. Vooraf is in het programma bepaald hoe lang er die koers gefietst wordt en hoeveel slotronden er zijn; bijvoorbeeld 40 minuten + 10 slotronden. De koppelkoers wordt gewonnen door het team dat de meeste ronde voorsprong heeft of de eindsprint weet te winnen. De eerste zes teams verdienen daarmee punten voor het algemeen klassement: 20, 12, 10, 8, 6 en 4. 
Tijdens een koppelkoers is er door 1 team extra punten te verdienen tijdens de 'gouden tussensprint'. Het moment van deze sprint wordt bepaald door iemand in het publiek die ná de eerste tien minuten en vóór de laatste minuten op een gouden buzzer kan drukken. Gaat de buzzer dan hebben de renners 10 ronden om zich voor te bereiden op een sprint waar de winnaar maar liefst 10 punten voor het algemeen klassement wint. 

#### Koppelafvalling
Bij de koppelafvalkoers zijn alle renners in de baan en bepalen de koppels via een handaflossing wie van de twee 'in koers' is. Na vijf aanloopronden in de koppelafvalkoers starten de eliminatie sprints. Elke vijf ronden valt het laatste team af. Dit herhaalt zich tot er nog twee ploegen over blijven, die onderling uitmaken wie de overwinning grijpt. Het gaat bij het bepalen van wie afvalt om het achterwiel van de laatste renner. De eerste zes team verdienen punten (20, 12, 10, 8, 6 en 4) die meetellen in het algemeen klassement.

#### Supersprint
De supersprint is een variant op de koppelafvalkoers waarbij zeven eliminatie sprints worden verreden, waarbij telkens het laatste team afvalt. Deze eliminatie sprints vinden om de 3 ronden plaats. Zodra er nog slechts zes teams over zijn, is het tijd voor de finale. Die gaat over 10 ronden waarbij op de meet de punten onderling worden verdeeld - 20, 12, 10, 8, 6 en 4 - voor het algemeen klassement.

#### Tijdrit 200 meter/baanronde
Bij de tijdrit over 1 baanronde komen beide renners op de baan. De een in de rol van de aantrekker, de ander als afmaker. Gaat na een aantal aanloopronde de bel, dan gaat op de meet de tijdrit over 200 meter in zal en de afmaker zijn tijd op de baanronde zo scherp mogelijk zetten. Als iedereen aan de beurt is geweest worden de punten verdeeld. De zes snelste teams ontvangen punten voor het algemeen klassement: 20, 12, 10, 8, 6 en 4.

#### Tijdrit 400 meter
De '400 meter' bij de Wooning Zesdaagse is een koppeltijdrit over 400 meter waarbij beide renners bovenin de baan een aantal aanloopronden rijden om vervolgens op volle snelheid naar beneden te duiken en aan hun rit tegen de klok te beginnen: een tijdrit over 400 meter met optioneel 1 aflossing. Als iedereen aan de beurt is geweest worden de punten verdeeld. De zes snelste teams ontvangen punten voor het algemeen klassement: 20, 12, 10, 8, 6 en 4.

#### Derny wedstrijden
Tijdens een dernywedstrijd rijdt één renner van het koppel mee en rijdt een gelimiteerd aantal renners op de baan. De renners rijden achter een gangmaker op een gemotoriseerde derny. De gangmakers worden voor iedere rit door middel van loting aan de renners toegewezen. De gangmaker/renner-combinatie die als eerste de finish passeert is de winnaar. Eventuele ronden voorsprong tellen niet mee in het algemeen klassement. Ook hier is de puntenverdeling voor het algemeen klassement hetzelfde: 20, 12, 10, 8, 6 en 4 punten voor.

#### Individuele afvalkoers
Niet alle renners zijn in de baan, maar slechts 1 coureur uit het koppel. De ene keer zijn dat alle renners met de zwarte rugnummers en de andere keer die met de witte rugnummers. Net als bij de koppelafvalkoers zijn er 5 aanloopronden maar vervolgens wordt er om de 2 ronden gesprint wie er afvalt. Het gaat daarbij om het achterwiel van de laatste renner. De eerste zes renners verdienen punten (20, 12, 10, 8, 6 en 4) voor hun team in het algemeen klassement.

## Media
Televisie
De Zesdaagse van 2022 werd integraal live op televisie uitgezonden op betaalzender Ziggo Sport. Het commentaar werd verzorgd door oud-wielrenner Marc de Maar en oud-wielrenster Roxane Knetemann. De presentatie was in handen van Rob van Gameren. Dit was de eerste editie die volledig op televisie te volgen was.